# Partida Imortal de Anderssen

Animação do Jogo.

A Imortal foi um uma partida de xadrez disputada em 1851 por Adolf Anderssen e Lionel Kieseritzky, sendo considerada uma das partidas mais famosas já disputadas.

## Descrição Geral

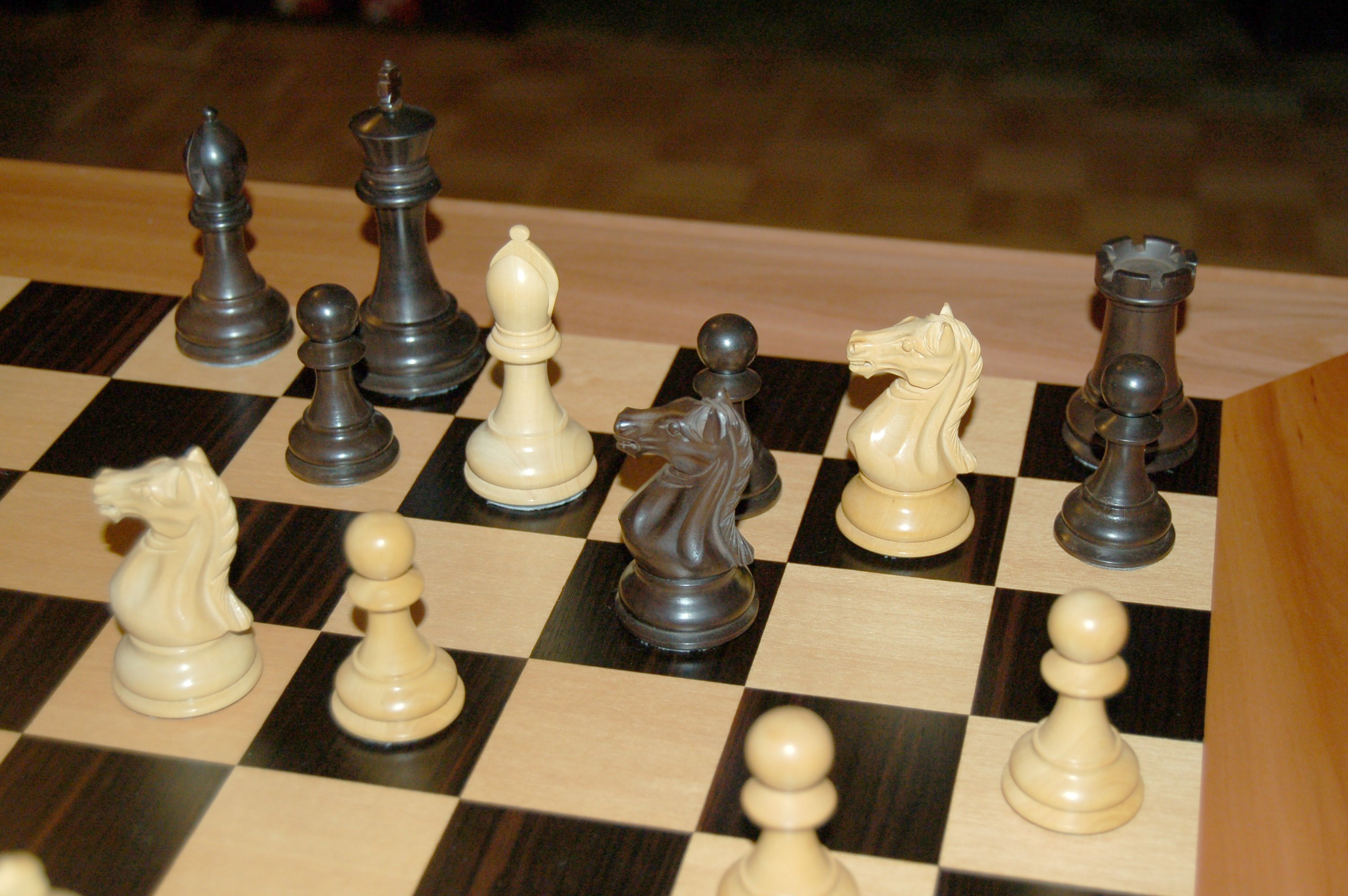
Tabuleiro de xadrez organizado na posição final da Partida Imortal.

Adolf Anderssen foi um dos mais fortes jogadores de seu tempo e foi considerado, por muitos, candidato a campeão do mundo depois de vencer o Campeonato Londrino de Xadrez.
Lionel Kieseritzky viveu na França boa parte de sua vida, onde deu aulas de xadrez e jogos xadrez por cinco francos a hora no Café de la Regence em Paris. Kieseritzky era conhecido por ser capaz de bater outros jogadores hábeis (porém de nível mais baixo) mesmo estando em posição inferior, por exemplo, jogando sem a dama.
Disputada entre dois grandes jogadores no Simpson's-in-the-Strand Divan em Londres, a Partida Imortal foi um jogo informal disputado durante um intervalo num campeonato formal.  Kieseritzky ficou muito impressionado quando o jogo acabou e telegrafou os movimentos do jogo para seu clube de xadrez parisiano. A revista de xadrez francesa La Regence publicou o jogo em julho de 1851. Mais tarde, em 1855, a partida foi apelidada de "Partida Imortal" pelo Austríaco Ernst Falkbeer.
Depois de algum tempo a Partida Imortal reapareceu de vários modos pouco usuais. A cidade de Marostica, na Itália, vem refazendo o jogo com pessoas reais, vestidas como peças de xadrez, todo ano desde 2 de Setembro de 1923. A posição do jogo após o 20º movimento está em um selo de 1984 do Suriname. A parte final do jogo foi usado como inspiração para o jogo de xadrez no filme de ficção científica de 1982 Blade Runner. Ela também foi a base para uma história de detetive com o mesmo nome escrita por Mark Coggins.
Este jogo é uma ótima demonstração do estilo de xadrez do século XIX, onde o rápido desenvolvimento e ataque eram considerados os melhores métodos para a vitória, onde muitos gambitos e contra-gambitos eram oferecidos (e não aceitá-los era considerado um tanto pouco cavalheiresco), onde material era freqüentemente adquirido sem haver medição das conseqüências da captura. Esse jogos, com seus rápidos ataques e contra-ataques, eram freqüentemente reproduzidos como forma de entretenimento, mesmo que hoje alguns dos movimentos não sejam mais considerados eficientes.
Nesta partida, Anderssen vence apesar de ter sacrificado um bispo no movimento 11, ambas as torres a partir do movimento 18 e a dama no movimento 22 para conseguir aplicar um xeque-mate. Ele ofereceu duas peças mostrando que duas peças ativas são melhores que uma dúzia de peças, por assim dizer, adormecidas nas suas casas iniciais. Anderssen depois demonstrou o mesmo tipo de tática na Partida Sempreviva.
O jogo será apresentado a seguir na notação algébrica do xadrez. Algumas versões anteriormente publicadas do jogo podem ter apresentado erros como descrito nas anotações.

## Anotação e comentários sobre o jogo
Brancas: Adolf Anderssen
Pretas: Lionel Kieseritzky
Abertura: Gambito do rei, C33
Notas traduzidas da Wikipedia em inglês ligeiramente alteradas pelo autor deste artigo, ver referências para fontes.
1. e4 e5 2. f4
O gambito do rei: Anderssen ofecere seu peão em troca de um melhor desenvolvimento e ganho de tempo. Esta abertura foi famosa no século XIX, mas não é tão jogada hoje, pois sistemas modernos permitem às pretas um desenvolvimento razoável de forma que o ganho de um tempo não compensa a perda do peão o que pode levar as brancas a perder o final.
2...exf4
Kieseritsky aceita o gambito; esta variante é chamada de gambito do rei aceito.
3. Bc4 Dh4+
Este movimento das pretas em resposta ao incomum Bc4 das brancas força o rei das brancas a sair de sua posição inicial impedindo o roque; ainda assim, a dama preta está mal posicionada, o que pode levar as pretas a perder tempo protegendo a rainha. Uma linha semelhante (3.d4 Dh4+) foi bastante jogada por Steinitz, que pregava que um desenvolvimento rápido é mais importante que um rei bem protegido.
Os comentários de John Savard diziam que os movimento reais foram:3.... b5 4. Bxb5 Dh4+ 5. Rf1 que no fim resulta na mesma posição.De qualquer forma, nenhum outro trabalho descreve essa seqüência de movimento, o que leva à conclusão de que Savard se enganou.
|   | a | b | c | d | e | f | g | h |   |
| 8 | a8 preto torre · b8 preto cavalo · c8 preto bispo · e8 preto rei · f8 preto bispo · g8 preto cavalo · h8 preto torre · a7 preto peão · c7 preto peão · d7 preto peão · f7 preto peão · g7 preto peão · h7 preto peão · b5 preto peão · c4 branco bispo · e4 branco peão · f4 preto peão · h4 preto rainha · a2 branco peão · b2 branco peão · c2 branco peão · d2 branco peão · g2 branco peão · h2 branco peão · a1 branco torre · b1 branco cavalo · c1 branco bispo · d1 branco rainha · f1 branco rei · g1 branco cavalo · h1 branco torre | a8 preto torre · b8 preto cavalo · c8 preto bispo · e8 preto rei · f8 preto bispo · g8 preto cavalo · h8 preto torre · a7 preto peão · c7 preto peão · d7 preto peão · f7 preto peão · g7 preto peão · h7 preto peão · b5 preto peão · c4 branco bispo · e4 branco peão · f4 preto peão · h4 preto rainha · a2 branco peão · b2 branco peão · c2 branco peão · d2 branco peão · g2 branco peão · h2 branco peão · a1 branco torre · b1 branco cavalo · c1 branco bispo · d1 branco rainha · f1 branco rei · g1 branco cavalo · h1 branco torre | a8 preto torre · b8 preto cavalo · c8 preto bispo · e8 preto rei · f8 preto bispo · g8 preto cavalo · h8 preto torre · a7 preto peão · c7 preto peão · d7 preto peão · f7 preto peão · g7 preto peão · h7 preto peão · b5 preto peão · c4 branco bispo · e4 branco peão · f4 preto peão · h4 preto rainha · a2 branco peão · b2 branco peão · c2 branco peão · d2 branco peão · g2 branco peão · h2 branco peão · a1 branco torre · b1 branco cavalo · c1 branco bispo · d1 branco rainha · f1 branco rei · g1 branco cavalo · h1 branco torre | a8 preto torre · b8 preto cavalo · c8 preto bispo · e8 preto rei · f8 preto bispo · g8 preto cavalo · h8 preto torre · a7 preto peão · c7 preto peão · d7 preto peão · f7 preto peão · g7 preto peão · h7 preto peão · b5 preto peão · c4 branco bispo · e4 branco peão · f4 preto peão · h4 preto rainha · a2 branco peão · b2 branco peão · c2 branco peão · d2 branco peão · g2 branco peão · h2 branco peão · a1 branco torre · b1 branco cavalo · c1 branco bispo · d1 branco rainha · f1 branco rei · g1 branco cavalo · h1 branco torre | a8 preto torre · b8 preto cavalo · c8 preto bispo · e8 preto rei · f8 preto bispo · g8 preto cavalo · h8 preto torre · a7 preto peão · c7 preto peão · d7 preto peão · f7 preto peão · g7 preto peão · h7 preto peão · b5 preto peão · c4 branco bispo · e4 branco peão · f4 preto peão · h4 preto rainha · a2 branco peão · b2 branco peão · c2 branco peão · d2 branco peão · g2 branco peão · h2 branco peão · a1 branco torre · b1 branco cavalo · c1 branco bispo · d1 branco rainha · f1 branco rei · g1 branco cavalo · h1 branco torre | a8 preto torre · b8 preto cavalo · c8 preto bispo · e8 preto rei · f8 preto bispo · g8 preto cavalo · h8 preto torre · a7 preto peão · c7 preto peão · d7 preto peão · f7 preto peão · g7 preto peão · h7 preto peão · b5 preto peão · c4 branco bispo · e4 branco peão · f4 preto peão · h4 preto rainha · a2 branco peão · b2 branco peão · c2 branco peão · d2 branco peão · g2 branco peão · h2 branco peão · a1 branco torre · b1 branco cavalo · c1 branco bispo · d1 branco rainha · f1 branco rei · g1 branco cavalo · h1 branco torre | a8 preto torre · b8 preto cavalo · c8 preto bispo · e8 preto rei · f8 preto bispo · g8 preto cavalo · h8 preto torre · a7 preto peão · c7 preto peão · d7 preto peão · f7 preto peão · g7 preto peão · h7 preto peão · b5 preto peão · c4 branco bispo · e4 branco peão · f4 preto peão · h4 preto rainha · a2 branco peão · b2 branco peão · c2 branco peão · d2 branco peão · g2 branco peão · h2 branco peão · a1 branco torre · b1 branco cavalo · c1 branco bispo · d1 branco rainha · f1 branco rei · g1 branco cavalo · h1 branco torre | a8 preto torre · b8 preto cavalo · c8 preto bispo · e8 preto rei · f8 preto bispo · g8 preto cavalo · h8 preto torre · a7 preto peão · c7 preto peão · d7 preto peão · f7 preto peão · g7 preto peão · h7 preto peão · b5 preto peão · c4 branco bispo · e4 branco peão · f4 preto peão · h4 preto rainha · a2 branco peão · b2 branco peão · c2 branco peão · d2 branco peão · g2 branco peão · h2 branco peão · a1 branco torre · b1 branco cavalo · c1 branco bispo · d1 branco rainha · f1 branco rei · g1 branco cavalo · h1 branco torre | 8 |
| 7 | a8 preto torre · b8 preto cavalo · c8 preto bispo · e8 preto rei · f8 preto bispo · g8 preto cavalo · h8 preto torre · a7 preto peão · c7 preto peão · d7 preto peão · f7 preto peão · g7 preto peão · h7 preto peão · b5 preto peão · c4 branco bispo · e4 branco peão · f4 preto peão · h4 preto rainha · a2 branco peão · b2 branco peão · c2 branco peão · d2 branco peão · g2 branco peão · h2 branco peão · a1 branco torre · b1 branco cavalo · c1 branco bispo · d1 branco rainha · f1 branco rei · g1 branco cavalo · h1 branco torre | a8 preto torre · b8 preto cavalo · c8 preto bispo · e8 preto rei · f8 preto bispo · g8 preto cavalo · h8 preto torre · a7 preto peão · c7 preto peão · d7 preto peão · f7 preto peão · g7 preto peão · h7 preto peão · b5 preto peão · c4 branco bispo · e4 branco peão · f4 preto peão · h4 preto rainha · a2 branco peão · b2 branco peão · c2 branco peão · d2 branco peão · g2 branco peão · h2 branco peão · a1 branco torre · b1 branco cavalo · c1 branco bispo · d1 branco rainha · f1 branco rei · g1 branco cavalo · h1 branco torre | a8 preto torre · b8 preto cavalo · c8 preto bispo · e8 preto rei · f8 preto bispo · g8 preto cavalo · h8 preto torre · a7 preto peão · c7 preto peão · d7 preto peão · f7 preto peão · g7 preto peão · h7 preto peão · b5 preto peão · c4 branco bispo · e4 branco peão · f4 preto peão · h4 preto rainha · a2 branco peão · b2 branco peão · c2 branco peão · d2 branco peão · g2 branco peão · h2 branco peão · a1 branco torre · b1 branco cavalo · c1 branco bispo · d1 branco rainha · f1 branco rei · g1 branco cavalo · h1 branco torre | a8 preto torre · b8 preto cavalo · c8 preto bispo · e8 preto rei · f8 preto bispo · g8 preto cavalo · h8 preto torre · a7 preto peão · c7 preto peão · d7 preto peão · f7 preto peão · g7 preto peão · h7 preto peão · b5 preto peão · c4 branco bispo · e4 branco peão · f4 preto peão · h4 preto rainha · a2 branco peão · b2 branco peão · c2 branco peão · d2 branco peão · g2 branco peão · h2 branco peão · a1 branco torre · b1 branco cavalo · c1 branco bispo · d1 branco rainha · f1 branco rei · g1 branco cavalo · h1 branco torre | a8 preto torre · b8 preto cavalo · c8 preto bispo · e8 preto rei · f8 preto bispo · g8 preto cavalo · h8 preto torre · a7 preto peão · c7 preto peão · d7 preto peão · f7 preto peão · g7 preto peão · h7 preto peão · b5 preto peão · c4 branco bispo · e4 branco peão · f4 preto peão · h4 preto rainha · a2 branco peão · b2 branco peão · c2 branco peão · d2 branco peão · g2 branco peão · h2 branco peão · a1 branco torre · b1 branco cavalo · c1 branco bispo · d1 branco rainha · f1 branco rei · g1 branco cavalo · h1 branco torre | a8 preto torre · b8 preto cavalo · c8 preto bispo · e8 preto rei · f8 preto bispo · g8 preto cavalo · h8 preto torre · a7 preto peão · c7 preto peão · d7 preto peão · f7 preto peão · g7 preto peão · h7 preto peão · b5 preto peão · c4 branco bispo · e4 branco peão · f4 preto peão · h4 preto rainha · a2 branco peão · b2 branco peão · c2 branco peão · d2 branco peão · g2 branco peão · h2 branco peão · a1 branco torre · b1 branco cavalo · c1 branco bispo · d1 branco rainha · f1 branco rei · g1 branco cavalo · h1 branco torre | a8 preto torre · b8 preto cavalo · c8 preto bispo · e8 preto rei · f8 preto bispo · g8 preto cavalo · h8 preto torre · a7 preto peão · c7 preto peão · d7 preto peão · f7 preto peão · g7 preto peão · h7 preto peão · b5 preto peão · c4 branco bispo · e4 branco peão · f4 preto peão · h4 preto rainha · a2 branco peão · b2 branco peão · c2 branco peão · d2 branco peão · g2 branco peão · h2 branco peão · a1 branco torre · b1 branco cavalo · c1 branco bispo · d1 branco rainha · f1 branco rei · g1 branco cavalo · h1 branco torre | a8 preto torre · b8 preto cavalo · c8 preto bispo · e8 preto rei · f8 preto bispo · g8 preto cavalo · h8 preto torre · a7 preto peão · c7 preto peão · d7 preto peão · f7 preto peão · g7 preto peão · h7 preto peão · b5 preto peão · c4 branco bispo · e4 branco peão · f4 preto peão · h4 preto rainha · a2 branco peão · b2 branco peão · c2 branco peão · d2 branco peão · g2 branco peão · h2 branco peão · a1 branco torre · b1 branco cavalo · c1 branco bispo · d1 branco rainha · f1 branco rei · g1 branco cavalo · h1 branco torre | 7 |
| 6 | a8 preto torre · b8 preto cavalo · c8 preto bispo · e8 preto rei · f8 preto bispo · g8 preto cavalo · h8 preto torre · a7 preto peão · c7 preto peão · d7 preto peão · f7 preto peão · g7 preto peão · h7 preto peão · b5 preto peão · c4 branco bispo · e4 branco peão · f4 preto peão · h4 preto rainha · a2 branco peão · b2 branco peão · c2 branco peão · d2 branco peão · g2 branco peão · h2 branco peão · a1 branco torre · b1 branco cavalo · c1 branco bispo · d1 branco rainha · f1 branco rei · g1 branco cavalo · h1 branco torre | a8 preto torre · b8 preto cavalo · c8 preto bispo · e8 preto rei · f8 preto bispo · g8 preto cavalo · h8 preto torre · a7 preto peão · c7 preto peão · d7 preto peão · f7 preto peão · g7 preto peão · h7 preto peão · b5 preto peão · c4 branco bispo · e4 branco peão · f4 preto peão · h4 preto rainha · a2 branco peão · b2 branco peão · c2 branco peão · d2 branco peão · g2 branco peão · h2 branco peão · a1 branco torre · b1 branco cavalo · c1 branco bispo · d1 branco rainha · f1 branco rei · g1 branco cavalo · h1 branco torre | a8 preto torre · b8 preto cavalo · c8 preto bispo · e8 preto rei · f8 preto bispo · g8 preto cavalo · h8 preto torre · a7 preto peão · c7 preto peão · d7 preto peão · f7 preto peão · g7 preto peão · h7 preto peão · b5 preto peão · c4 branco bispo · e4 branco peão · f4 preto peão · h4 preto rainha · a2 branco peão · b2 branco peão · c2 branco peão · d2 branco peão · g2 branco peão · h2 branco peão · a1 branco torre · b1 branco cavalo · c1 branco bispo · d1 branco rainha · f1 branco rei · g1 branco cavalo · h1 branco torre | a8 preto torre · b8 preto cavalo · c8 preto bispo · e8 preto rei · f8 preto bispo · g8 preto cavalo · h8 preto torre · a7 preto peão · c7 preto peão · d7 preto peão · f7 preto peão · g7 preto peão · h7 preto peão · b5 preto peão · c4 branco bispo · e4 branco peão · f4 preto peão · h4 preto rainha · a2 branco peão · b2 branco peão · c2 branco peão · d2 branco peão · g2 branco peão · h2 branco peão · a1 branco torre · b1 branco cavalo · c1 branco bispo · d1 branco rainha · f1 branco rei · g1 branco cavalo · h1 branco torre | a8 preto torre · b8 preto cavalo · c8 preto bispo · e8 preto rei · f8 preto bispo · g8 preto cavalo · h8 preto torre · a7 preto peão · c7 preto peão · d7 preto peão · f7 preto peão · g7 preto peão · h7 preto peão · b5 preto peão · c4 branco bispo · e4 branco peão · f4 preto peão · h4 preto rainha · a2 branco peão · b2 branco peão · c2 branco peão · d2 branco peão · g2 branco peão · h2 branco peão · a1 branco torre · b1 branco cavalo · c1 branco bispo · d1 branco rainha · f1 branco rei · g1 branco cavalo · h1 branco torre | a8 preto torre · b8 preto cavalo · c8 preto bispo · e8 preto rei · f8 preto bispo · g8 preto cavalo · h8 preto torre · a7 preto peão · c7 preto peão · d7 preto peão · f7 preto peão · g7 preto peão · h7 preto peão · b5 preto peão · c4 branco bispo · e4 branco peão · f4 preto peão · h4 preto rainha · a2 branco peão · b2 branco peão · c2 branco peão · d2 branco peão · g2 branco peão · h2 branco peão · a1 branco torre · b1 branco cavalo · c1 branco bispo · d1 branco rainha · f1 branco rei · g1 branco cavalo · h1 branco torre | a8 preto torre · b8 preto cavalo · c8 preto bispo · e8 preto rei · f8 preto bispo · g8 preto cavalo · h8 preto torre · a7 preto peão · c7 preto peão · d7 preto peão · f7 preto peão · g7 preto peão · h7 preto peão · b5 preto peão · c4 branco bispo · e4 branco peão · f4 preto peão · h4 preto rainha · a2 branco peão · b2 branco peão · c2 branco peão · d2 branco peão · g2 branco peão · h2 branco peão · a1 branco torre · b1 branco cavalo · c1 branco bispo · d1 branco rainha · f1 branco rei · g1 branco cavalo · h1 branco torre | a8 preto torre · b8 preto cavalo · c8 preto bispo · e8 preto rei · f8 preto bispo · g8 preto cavalo · h8 preto torre · a7 preto peão · c7 preto peão · d7 preto peão · f7 preto peão · g7 preto peão · h7 preto peão · b5 preto peão · c4 branco bispo · e4 branco peão · f4 preto peão · h4 preto rainha · a2 branco peão · b2 branco peão · c2 branco peão · d2 branco peão · g2 branco peão · h2 branco peão · a1 branco torre · b1 branco cavalo · c1 branco bispo · d1 branco rainha · f1 branco rei · g1 branco cavalo · h1 branco torre | 6 |
| 5 | a8 preto torre · b8 preto cavalo · c8 preto bispo · e8 preto rei · f8 preto bispo · g8 preto cavalo · h8 preto torre · a7 preto peão · c7 preto peão · d7 preto peão · f7 preto peão · g7 preto peão · h7 preto peão · b5 preto peão · c4 branco bispo · e4 branco peão · f4 preto peão · h4 preto rainha · a2 branco peão · b2 branco peão · c2 branco peão · d2 branco peão · g2 branco peão · h2 branco peão · a1 branco torre · b1 branco cavalo · c1 branco bispo · d1 branco rainha · f1 branco rei · g1 branco cavalo · h1 branco torre | a8 preto torre · b8 preto cavalo · c8 preto bispo · e8 preto rei · f8 preto bispo · g8 preto cavalo · h8 preto torre · a7 preto peão · c7 preto peão · d7 preto peão · f7 preto peão · g7 preto peão · h7 preto peão · b5 preto peão · c4 branco bispo · e4 branco peão · f4 preto peão · h4 preto rainha · a2 branco peão · b2 branco peão · c2 branco peão · d2 branco peão · g2 branco peão · h2 branco peão · a1 branco torre · b1 branco cavalo · c1 branco bispo · d1 branco rainha · f1 branco rei · g1 branco cavalo · h1 branco torre | a8 preto torre · b8 preto cavalo · c8 preto bispo · e8 preto rei · f8 preto bispo · g8 preto cavalo · h8 preto torre · a7 preto peão · c7 preto peão · d7 preto peão · f7 preto peão · g7 preto peão · h7 preto peão · b5 preto peão · c4 branco bispo · e4 branco peão · f4 preto peão · h4 preto rainha · a2 branco peão · b2 branco peão · c2 branco peão · d2 branco peão · g2 branco peão · h2 branco peão · a1 branco torre · b1 branco cavalo · c1 branco bispo · d1 branco rainha · f1 branco rei · g1 branco cavalo · h1 branco torre | a8 preto torre · b8 preto cavalo · c8 preto bispo · e8 preto rei · f8 preto bispo · g8 preto cavalo · h8 preto torre · a7 preto peão · c7 preto peão · d7 preto peão · f7 preto peão · g7 preto peão · h7 preto peão · b5 preto peão · c4 branco bispo · e4 branco peão · f4 preto peão · h4 preto rainha · a2 branco peão · b2 branco peão · c2 branco peão · d2 branco peão · g2 branco peão · h2 branco peão · a1 branco torre · b1 branco cavalo · c1 branco bispo · d1 branco rainha · f1 branco rei · g1 branco cavalo · h1 branco torre | a8 preto torre · b8 preto cavalo · c8 preto bispo · e8 preto rei · f8 preto bispo · g8 preto cavalo · h8 preto torre · a7 preto peão · c7 preto peão · d7 preto peão · f7 preto peão · g7 preto peão · h7 preto peão · b5 preto peão · c4 branco bispo · e4 branco peão · f4 preto peão · h4 preto rainha · a2 branco peão · b2 branco peão · c2 branco peão · d2 branco peão · g2 branco peão · h2 branco peão · a1 branco torre · b1 branco cavalo · c1 branco bispo · d1 branco rainha · f1 branco rei · g1 branco cavalo · h1 branco torre | a8 preto torre · b8 preto cavalo · c8 preto bispo · e8 preto rei · f8 preto bispo · g8 preto cavalo · h8 preto torre · a7 preto peão · c7 preto peão · d7 preto peão · f7 preto peão · g7 preto peão · h7 preto peão · b5 preto peão · c4 branco bispo · e4 branco peão · f4 preto peão · h4 preto rainha · a2 branco peão · b2 branco peão · c2 branco peão · d2 branco peão · g2 branco peão · h2 branco peão · a1 branco torre · b1 branco cavalo · c1 branco bispo · d1 branco rainha · f1 branco rei · g1 branco cavalo · h1 branco torre | a8 preto torre · b8 preto cavalo · c8 preto bispo · e8 preto rei · f8 preto bispo · g8 preto cavalo · h8 preto torre · a7 preto peão · c7 preto peão · d7 preto peão · f7 preto peão · g7 preto peão · h7 preto peão · b5 preto peão · c4 branco bispo · e4 branco peão · f4 preto peão · h4 preto rainha · a2 branco peão · b2 branco peão · c2 branco peão · d2 branco peão · g2 branco peão · h2 branco peão · a1 branco torre · b1 branco cavalo · c1 branco bispo · d1 branco rainha · f1 branco rei · g1 branco cavalo · h1 branco torre | a8 preto torre · b8 preto cavalo · c8 preto bispo · e8 preto rei · f8 preto bispo · g8 preto cavalo · h8 preto torre · a7 preto peão · c7 preto peão · d7 preto peão · f7 preto peão · g7 preto peão · h7 preto peão · b5 preto peão · c4 branco bispo · e4 branco peão · f4 preto peão · h4 preto rainha · a2 branco peão · b2 branco peão · c2 branco peão · d2 branco peão · g2 branco peão · h2 branco peão · a1 branco torre · b1 branco cavalo · c1 branco bispo · d1 branco rainha · f1 branco rei · g1 branco cavalo · h1 branco torre | 5 |
| 4 | a8 preto torre · b8 preto cavalo · c8 preto bispo · e8 preto rei · f8 preto bispo · g8 preto cavalo · h8 preto torre · a7 preto peão · c7 preto peão · d7 preto peão · f7 preto peão · g7 preto peão · h7 preto peão · b5 preto peão · c4 branco bispo · e4 branco peão · f4 preto peão · h4 preto rainha · a2 branco peão · b2 branco peão · c2 branco peão · d2 branco peão · g2 branco peão · h2 branco peão · a1 branco torre · b1 branco cavalo · c1 branco bispo · d1 branco rainha · f1 branco rei · g1 branco cavalo · h1 branco torre | a8 preto torre · b8 preto cavalo · c8 preto bispo · e8 preto rei · f8 preto bispo · g8 preto cavalo · h8 preto torre · a7 preto peão · c7 preto peão · d7 preto peão · f7 preto peão · g7 preto peão · h7 preto peão · b5 preto peão · c4 branco bispo · e4 branco peão · f4 preto peão · h4 preto rainha · a2 branco peão · b2 branco peão · c2 branco peão · d2 branco peão · g2 branco peão · h2 branco peão · a1 branco torre · b1 branco cavalo · c1 branco bispo · d1 branco rainha · f1 branco rei · g1 branco cavalo · h1 branco torre | a8 preto torre · b8 preto cavalo · c8 preto bispo · e8 preto rei · f8 preto bispo · g8 preto cavalo · h8 preto torre · a7 preto peão · c7 preto peão · d7 preto peão · f7 preto peão · g7 preto peão · h7 preto peão · b5 preto peão · c4 branco bispo · e4 branco peão · f4 preto peão · h4 preto rainha · a2 branco peão · b2 branco peão · c2 branco peão · d2 branco peão · g2 branco peão · h2 branco peão · a1 branco torre · b1 branco cavalo · c1 branco bispo · d1 branco rainha · f1 branco rei · g1 branco cavalo · h1 branco torre | a8 preto torre · b8 preto cavalo · c8 preto bispo · e8 preto rei · f8 preto bispo · g8 preto cavalo · h8 preto torre · a7 preto peão · c7 preto peão · d7 preto peão · f7 preto peão · g7 preto peão · h7 preto peão · b5 preto peão · c4 branco bispo · e4 branco peão · f4 preto peão · h4 preto rainha · a2 branco peão · b2 branco peão · c2 branco peão · d2 branco peão · g2 branco peão · h2 branco peão · a1 branco torre · b1 branco cavalo · c1 branco bispo · d1 branco rainha · f1 branco rei · g1 branco cavalo · h1 branco torre | a8 preto torre · b8 preto cavalo · c8 preto bispo · e8 preto rei · f8 preto bispo · g8 preto cavalo · h8 preto torre · a7 preto peão · c7 preto peão · d7 preto peão · f7 preto peão · g7 preto peão · h7 preto peão · b5 preto peão · c4 branco bispo · e4 branco peão · f4 preto peão · h4 preto rainha · a2 branco peão · b2 branco peão · c2 branco peão · d2 branco peão · g2 branco peão · h2 branco peão · a1 branco torre · b1 branco cavalo · c1 branco bispo · d1 branco rainha · f1 branco rei · g1 branco cavalo · h1 branco torre | a8 preto torre · b8 preto cavalo · c8 preto bispo · e8 preto rei · f8 preto bispo · g8 preto cavalo · h8 preto torre · a7 preto peão · c7 preto peão · d7 preto peão · f7 preto peão · g7 preto peão · h7 preto peão · b5 preto peão · c4 branco bispo · e4 branco peão · f4 preto peão · h4 preto rainha · a2 branco peão · b2 branco peão · c2 branco peão · d2 branco peão · g2 branco peão · h2 branco peão · a1 branco torre · b1 branco cavalo · c1 branco bispo · d1 branco rainha · f1 branco rei · g1 branco cavalo · h1 branco torre | a8 preto torre · b8 preto cavalo · c8 preto bispo · e8 preto rei · f8 preto bispo · g8 preto cavalo · h8 preto torre · a7 preto peão · c7 preto peão · d7 preto peão · f7 preto peão · g7 preto peão · h7 preto peão · b5 preto peão · c4 branco bispo · e4 branco peão · f4 preto peão · h4 preto rainha · a2 branco peão · b2 branco peão · c2 branco peão · d2 branco peão · g2 branco peão · h2 branco peão · a1 branco torre · b1 branco cavalo · c1 branco bispo · d1 branco rainha · f1 branco rei · g1 branco cavalo · h1 branco torre | a8 preto torre · b8 preto cavalo · c8 preto bispo · e8 preto rei · f8 preto bispo · g8 preto cavalo · h8 preto torre · a7 preto peão · c7 preto peão · d7 preto peão · f7 preto peão · g7 preto peão · h7 preto peão · b5 preto peão · c4 branco bispo · e4 branco peão · f4 preto peão · h4 preto rainha · a2 branco peão · b2 branco peão · c2 branco peão · d2 branco peão · g2 branco peão · h2 branco peão · a1 branco torre · b1 branco cavalo · c1 branco bispo · d1 branco rainha · f1 branco rei · g1 branco cavalo · h1 branco torre | 4 |
| 3 | a8 preto torre · b8 preto cavalo · c8 preto bispo · e8 preto rei · f8 preto bispo · g8 preto cavalo · h8 preto torre · a7 preto peão · c7 preto peão · d7 preto peão · f7 preto peão · g7 preto peão · h7 preto peão · b5 preto peão · c4 branco bispo · e4 branco peão · f4 preto peão · h4 preto rainha · a2 branco peão · b2 branco peão · c2 branco peão · d2 branco peão · g2 branco peão · h2 branco peão · a1 branco torre · b1 branco cavalo · c1 branco bispo · d1 branco rainha · f1 branco rei · g1 branco cavalo · h1 branco torre | a8 preto torre · b8 preto cavalo · c8 preto bispo · e8 preto rei · f8 preto bispo · g8 preto cavalo · h8 preto torre · a7 preto peão · c7 preto peão · d7 preto peão · f7 preto peão · g7 preto peão · h7 preto peão · b5 preto peão · c4 branco bispo · e4 branco peão · f4 preto peão · h4 preto rainha · a2 branco peão · b2 branco peão · c2 branco peão · d2 branco peão · g2 branco peão · h2 branco peão · a1 branco torre · b1 branco cavalo · c1 branco bispo · d1 branco rainha · f1 branco rei · g1 branco cavalo · h1 branco torre | a8 preto torre · b8 preto cavalo · c8 preto bispo · e8 preto rei · f8 preto bispo · g8 preto cavalo · h8 preto torre · a7 preto peão · c7 preto peão · d7 preto peão · f7 preto peão · g7 preto peão · h7 preto peão · b5 preto peão · c4 branco bispo · e4 branco peão · f4 preto peão · h4 preto rainha · a2 branco peão · b2 branco peão · c2 branco peão · d2 branco peão · g2 branco peão · h2 branco peão · a1 branco torre · b1 branco cavalo · c1 branco bispo · d1 branco rainha · f1 branco rei · g1 branco cavalo · h1 branco torre | a8 preto torre · b8 preto cavalo · c8 preto bispo · e8 preto rei · f8 preto bispo · g8 preto cavalo · h8 preto torre · a7 preto peão · c7 preto peão · d7 preto peão · f7 preto peão · g7 preto peão · h7 preto peão · b5 preto peão · c4 branco bispo · e4 branco peão · f4 preto peão · h4 preto rainha · a2 branco peão · b2 branco peão · c2 branco peão · d2 branco peão · g2 branco peão · h2 branco peão · a1 branco torre · b1 branco cavalo · c1 branco bispo · d1 branco rainha · f1 branco rei · g1 branco cavalo · h1 branco torre | a8 preto torre · b8 preto cavalo · c8 preto bispo · e8 preto rei · f8 preto bispo · g8 preto cavalo · h8 preto torre · a7 preto peão · c7 preto peão · d7 preto peão · f7 preto peão · g7 preto peão · h7 preto peão · b5 preto peão · c4 branco bispo · e4 branco peão · f4 preto peão · h4 preto rainha · a2 branco peão · b2 branco peão · c2 branco peão · d2 branco peão · g2 branco peão · h2 branco peão · a1 branco torre · b1 branco cavalo · c1 branco bispo · d1 branco rainha · f1 branco rei · g1 branco cavalo · h1 branco torre | a8 preto torre · b8 preto cavalo · c8 preto bispo · e8 preto rei · f8 preto bispo · g8 preto cavalo · h8 preto torre · a7 preto peão · c7 preto peão · d7 preto peão · f7 preto peão · g7 preto peão · h7 preto peão · b5 preto peão · c4 branco bispo · e4 branco peão · f4 preto peão · h4 preto rainha · a2 branco peão · b2 branco peão · c2 branco peão · d2 branco peão · g2 branco peão · h2 branco peão · a1 branco torre · b1 branco cavalo · c1 branco bispo · d1 branco rainha · f1 branco rei · g1 branco cavalo · h1 branco torre | a8 preto torre · b8 preto cavalo · c8 preto bispo · e8 preto rei · f8 preto bispo · g8 preto cavalo · h8 preto torre · a7 preto peão · c7 preto peão · d7 preto peão · f7 preto peão · g7 preto peão · h7 preto peão · b5 preto peão · c4 branco bispo · e4 branco peão · f4 preto peão · h4 preto rainha · a2 branco peão · b2 branco peão · c2 branco peão · d2 branco peão · g2 branco peão · h2 branco peão · a1 branco torre · b1 branco cavalo · c1 branco bispo · d1 branco rainha · f1 branco rei · g1 branco cavalo · h1 branco torre | a8 preto torre · b8 preto cavalo · c8 preto bispo · e8 preto rei · f8 preto bispo · g8 preto cavalo · h8 preto torre · a7 preto peão · c7 preto peão · d7 preto peão · f7 preto peão · g7 preto peão · h7 preto peão · b5 preto peão · c4 branco bispo · e4 branco peão · f4 preto peão · h4 preto rainha · a2 branco peão · b2 branco peão · c2 branco peão · d2 branco peão · g2 branco peão · h2 branco peão · a1 branco torre · b1 branco cavalo · c1 branco bispo · d1 branco rainha · f1 branco rei · g1 branco cavalo · h1 branco torre | 3 |
| 2 | a8 preto torre · b8 preto cavalo · c8 preto bispo · e8 preto rei · f8 preto bispo · g8 preto cavalo · h8 preto torre · a7 preto peão · c7 preto peão · d7 preto peão · f7 preto peão · g7 preto peão · h7 preto peão · b5 preto peão · c4 branco bispo · e4 branco peão · f4 preto peão · h4 preto rainha · a2 branco peão · b2 branco peão · c2 branco peão · d2 branco peão · g2 branco peão · h2 branco peão · a1 branco torre · b1 branco cavalo · c1 branco bispo · d1 branco rainha · f1 branco rei · g1 branco cavalo · h1 branco torre | a8 preto torre · b8 preto cavalo · c8 preto bispo · e8 preto rei · f8 preto bispo · g8 preto cavalo · h8 preto torre · a7 preto peão · c7 preto peão · d7 preto peão · f7 preto peão · g7 preto peão · h7 preto peão · b5 preto peão · c4 branco bispo · e4 branco peão · f4 preto peão · h4 preto rainha · a2 branco peão · b2 branco peão · c2 branco peão · d2 branco peão · g2 branco peão · h2 branco peão · a1 branco torre · b1 branco cavalo · c1 branco bispo · d1 branco rainha · f1 branco rei · g1 branco cavalo · h1 branco torre | a8 preto torre · b8 preto cavalo · c8 preto bispo · e8 preto rei · f8 preto bispo · g8 preto cavalo · h8 preto torre · a7 preto peão · c7 preto peão · d7 preto peão · f7 preto peão · g7 preto peão · h7 preto peão · b5 preto peão · c4 branco bispo · e4 branco peão · f4 preto peão · h4 preto rainha · a2 branco peão · b2 branco peão · c2 branco peão · d2 branco peão · g2 branco peão · h2 branco peão · a1 branco torre · b1 branco cavalo · c1 branco bispo · d1 branco rainha · f1 branco rei · g1 branco cavalo · h1 branco torre | a8 preto torre · b8 preto cavalo · c8 preto bispo · e8 preto rei · f8 preto bispo · g8 preto cavalo · h8 preto torre · a7 preto peão · c7 preto peão · d7 preto peão · f7 preto peão · g7 preto peão · h7 preto peão · b5 preto peão · c4 branco bispo · e4 branco peão · f4 preto peão · h4 preto rainha · a2 branco peão · b2 branco peão · c2 branco peão · d2 branco peão · g2 branco peão · h2 branco peão · a1 branco torre · b1 branco cavalo · c1 branco bispo · d1 branco rainha · f1 branco rei · g1 branco cavalo · h1 branco torre | a8 preto torre · b8 preto cavalo · c8 preto bispo · e8 preto rei · f8 preto bispo · g8 preto cavalo · h8 preto torre · a7 preto peão · c7 preto peão · d7 preto peão · f7 preto peão · g7 preto peão · h7 preto peão · b5 preto peão · c4 branco bispo · e4 branco peão · f4 preto peão · h4 preto rainha · a2 branco peão · b2 branco peão · c2 branco peão · d2 branco peão · g2 branco peão · h2 branco peão · a1 branco torre · b1 branco cavalo · c1 branco bispo · d1 branco rainha · f1 branco rei · g1 branco cavalo · h1 branco torre | a8 preto torre · b8 preto cavalo · c8 preto bispo · e8 preto rei · f8 preto bispo · g8 preto cavalo · h8 preto torre · a7 preto peão · c7 preto peão · d7 preto peão · f7 preto peão · g7 preto peão · h7 preto peão · b5 preto peão · c4 branco bispo · e4 branco peão · f4 preto peão · h4 preto rainha · a2 branco peão · b2 branco peão · c2 branco peão · d2 branco peão · g2 branco peão · h2 branco peão · a1 branco torre · b1 branco cavalo · c1 branco bispo · d1 branco rainha · f1 branco rei · g1 branco cavalo · h1 branco torre | a8 preto torre · b8 preto cavalo · c8 preto bispo · e8 preto rei · f8 preto bispo · g8 preto cavalo · h8 preto torre · a7 preto peão · c7 preto peão · d7 preto peão · f7 preto peão · g7 preto peão · h7 preto peão · b5 preto peão · c4 branco bispo · e4 branco peão · f4 preto peão · h4 preto rainha · a2 branco peão · b2 branco peão · c2 branco peão · d2 branco peão · g2 branco peão · h2 branco peão · a1 branco torre · b1 branco cavalo · c1 branco bispo · d1 branco rainha · f1 branco rei · g1 branco cavalo · h1 branco torre | a8 preto torre · b8 preto cavalo · c8 preto bispo · e8 preto rei · f8 preto bispo · g8 preto cavalo · h8 preto torre · a7 preto peão · c7 preto peão · d7 preto peão · f7 preto peão · g7 preto peão · h7 preto peão · b5 preto peão · c4 branco bispo · e4 branco peão · f4 preto peão · h4 preto rainha · a2 branco peão · b2 branco peão · c2 branco peão · d2 branco peão · g2 branco peão · h2 branco peão · a1 branco torre · b1 branco cavalo · c1 branco bispo · d1 branco rainha · f1 branco rei · g1 branco cavalo · h1 branco torre | 2 |
| 1 | a8 preto torre · b8 preto cavalo · c8 preto bispo · e8 preto rei · f8 preto bispo · g8 preto cavalo · h8 preto torre · a7 preto peão · c7 preto peão · d7 preto peão · f7 preto peão · g7 preto peão · h7 preto peão · b5 preto peão · c4 branco bispo · e4 branco peão · f4 preto peão · h4 preto rainha · a2 branco peão · b2 branco peão · c2 branco peão · d2 branco peão · g2 branco peão · h2 branco peão · a1 branco torre · b1 branco cavalo · c1 branco bispo · d1 branco rainha · f1 branco rei · g1 branco cavalo · h1 branco torre | a8 preto torre · b8 preto cavalo · c8 preto bispo · e8 preto rei · f8 preto bispo · g8 preto cavalo · h8 preto torre · a7 preto peão · c7 preto peão · d7 preto peão · f7 preto peão · g7 preto peão · h7 preto peão · b5 preto peão · c4 branco bispo · e4 branco peão · f4 preto peão · h4 preto rainha · a2 branco peão · b2 branco peão · c2 branco peão · d2 branco peão · g2 branco peão · h2 branco peão · a1 branco torre · b1 branco cavalo · c1 branco bispo · d1 branco rainha · f1 branco rei · g1 branco cavalo · h1 branco torre | a8 preto torre · b8 preto cavalo · c8 preto bispo · e8 preto rei · f8 preto bispo · g8 preto cavalo · h8 preto torre · a7 preto peão · c7 preto peão · d7 preto peão · f7 preto peão · g7 preto peão · h7 preto peão · b5 preto peão · c4 branco bispo · e4 branco peão · f4 preto peão · h4 preto rainha · a2 branco peão · b2 branco peão · c2 branco peão · d2 branco peão · g2 branco peão · h2 branco peão · a1 branco torre · b1 branco cavalo · c1 branco bispo · d1 branco rainha · f1 branco rei · g1 branco cavalo · h1 branco torre | a8 preto torre · b8 preto cavalo · c8 preto bispo · e8 preto rei · f8 preto bispo · g8 preto cavalo · h8 preto torre · a7 preto peão · c7 preto peão · d7 preto peão · f7 preto peão · g7 preto peão · h7 preto peão · b5 preto peão · c4 branco bispo · e4 branco peão · f4 preto peão · h4 preto rainha · a2 branco peão · b2 branco peão · c2 branco peão · d2 branco peão · g2 branco peão · h2 branco peão · a1 branco torre · b1 branco cavalo · c1 branco bispo · d1 branco rainha · f1 branco rei · g1 branco cavalo · h1 branco torre | a8 preto torre · b8 preto cavalo · c8 preto bispo · e8 preto rei · f8 preto bispo · g8 preto cavalo · h8 preto torre · a7 preto peão · c7 preto peão · d7 preto peão · f7 preto peão · g7 preto peão · h7 preto peão · b5 preto peão · c4 branco bispo · e4 branco peão · f4 preto peão · h4 preto rainha · a2 branco peão · b2 branco peão · c2 branco peão · d2 branco peão · g2 branco peão · h2 branco peão · a1 branco torre · b1 branco cavalo · c1 branco bispo · d1 branco rainha · f1 branco rei · g1 branco cavalo · h1 branco torre | a8 preto torre · b8 preto cavalo · c8 preto bispo · e8 preto rei · f8 preto bispo · g8 preto cavalo · h8 preto torre · a7 preto peão · c7 preto peão · d7 preto peão · f7 preto peão · g7 preto peão · h7 preto peão · b5 preto peão · c4 branco bispo · e4 branco peão · f4 preto peão · h4 preto rainha · a2 branco peão · b2 branco peão · c2 branco peão · d2 branco peão · g2 branco peão · h2 branco peão · a1 branco torre · b1 branco cavalo · c1 branco bispo · d1 branco rainha · f1 branco rei · g1 branco cavalo · h1 branco torre | a8 preto torre · b8 preto cavalo · c8 preto bispo · e8 preto rei · f8 preto bispo · g8 preto cavalo · h8 preto torre · a7 preto peão · c7 preto peão · d7 preto peão · f7 preto peão · g7 preto peão · h7 preto peão · b5 preto peão · c4 branco bispo · e4 branco peão · f4 preto peão · h4 preto rainha · a2 branco peão · b2 branco peão · c2 branco peão · d2 branco peão · g2 branco peão · h2 branco peão · a1 branco torre · b1 branco cavalo · c1 branco bispo · d1 branco rainha · f1 branco rei · g1 branco cavalo · h1 branco torre | a8 preto torre · b8 preto cavalo · c8 preto bispo · e8 preto rei · f8 preto bispo · g8 preto cavalo · h8 preto torre · a7 preto peão · c7 preto peão · d7 preto peão · f7 preto peão · g7 preto peão · h7 preto peão · b5 preto peão · c4 branco bispo · e4 branco peão · f4 preto peão · h4 preto rainha · a2 branco peão · b2 branco peão · c2 branco peão · d2 branco peão · g2 branco peão · h2 branco peão · a1 branco torre · b1 branco cavalo · c1 branco bispo · d1 branco rainha · f1 branco rei · g1 branco cavalo · h1 branco torre | 1 |
|   | a | b | c | d | e | f | g | h |   |

4. Rf1 b5?!
Este é o Gambito Bryan, denominado assim em homenagem a Thomas Jefferson Bryan. Não é considerado um bom movimento pelos jogadores modernos.
5. Bxb5 Cf6 6. Cf3
Este costuma ser um movimento de desenvolvimento comum em outras linhas do gambito do rei, porém o cavalo agora ataca a rainha preta forçando as pretas a protegê-la e perder um tempo no seu desenvolvimento.
6...Dh6 7. d3
Com este movimento as brancas conseguem um domínio sólido do centro do tabuleiro. O Grande Mestre alemão Robert Huebner recomenda porém 7. Cc3.
7...Ch5
Ameaçando o movimento Cg3+, e protegendo o peão na f4. Porém, este movimento também posiciona o cavalo numa coluna lateral do tabuleiro, onde um cavalo é menos eficiente por controlar menos casas.
8. Ch4 Dg5
John Savard dizia que o lance jogado foi 8.... c6, mas essa suposição é tida como um erro nos documentos de Savard também. Kieseritzky disse posteriormente que Dg5 não foi "o movimento certo".
9. Cf5 c6
Isso desimpede o peão da rainha e a mesmo tempo ataca o bispo. Ainda assim alguns sugerem 9.... g6, com a finalidade de lidar com um cavalo com problemas.
|   | a | b | c | d | e | f | g | h |   |
| 8 | a8 preto torre · b8 preto cavalo · c8 preto bispo · e8 preto rei · f8 preto bispo · h8 preto torre · a7 preto peão · d7 preto peão · f7 preto peão · g7 preto peão · h7 preto peão · c6 preto peão · f6 preto cavalo · b5 branco bispo · f5 branco cavalo · g5 preto rainha · e4 branco peão · f4 preto peão · g4 branco peão · d3 branco peão · a2 branco peão · b2 branco peão · c2 branco peão · h2 branco peão · a1 branco torre · b1 branco cavalo · c1 branco bispo · d1 branco rainha · f1 branco rei · g1 branco torre | a8 preto torre · b8 preto cavalo · c8 preto bispo · e8 preto rei · f8 preto bispo · h8 preto torre · a7 preto peão · d7 preto peão · f7 preto peão · g7 preto peão · h7 preto peão · c6 preto peão · f6 preto cavalo · b5 branco bispo · f5 branco cavalo · g5 preto rainha · e4 branco peão · f4 preto peão · g4 branco peão · d3 branco peão · a2 branco peão · b2 branco peão · c2 branco peão · h2 branco peão · a1 branco torre · b1 branco cavalo · c1 branco bispo · d1 branco rainha · f1 branco rei · g1 branco torre | a8 preto torre · b8 preto cavalo · c8 preto bispo · e8 preto rei · f8 preto bispo · h8 preto torre · a7 preto peão · d7 preto peão · f7 preto peão · g7 preto peão · h7 preto peão · c6 preto peão · f6 preto cavalo · b5 branco bispo · f5 branco cavalo · g5 preto rainha · e4 branco peão · f4 preto peão · g4 branco peão · d3 branco peão · a2 branco peão · b2 branco peão · c2 branco peão · h2 branco peão · a1 branco torre · b1 branco cavalo · c1 branco bispo · d1 branco rainha · f1 branco rei · g1 branco torre | a8 preto torre · b8 preto cavalo · c8 preto bispo · e8 preto rei · f8 preto bispo · h8 preto torre · a7 preto peão · d7 preto peão · f7 preto peão · g7 preto peão · h7 preto peão · c6 preto peão · f6 preto cavalo · b5 branco bispo · f5 branco cavalo · g5 preto rainha · e4 branco peão · f4 preto peão · g4 branco peão · d3 branco peão · a2 branco peão · b2 branco peão · c2 branco peão · h2 branco peão · a1 branco torre · b1 branco cavalo · c1 branco bispo · d1 branco rainha · f1 branco rei · g1 branco torre | a8 preto torre · b8 preto cavalo · c8 preto bispo · e8 preto rei · f8 preto bispo · h8 preto torre · a7 preto peão · d7 preto peão · f7 preto peão · g7 preto peão · h7 preto peão · c6 preto peão · f6 preto cavalo · b5 branco bispo · f5 branco cavalo · g5 preto rainha · e4 branco peão · f4 preto peão · g4 branco peão · d3 branco peão · a2 branco peão · b2 branco peão · c2 branco peão · h2 branco peão · a1 branco torre · b1 branco cavalo · c1 branco bispo · d1 branco rainha · f1 branco rei · g1 branco torre | a8 preto torre · b8 preto cavalo · c8 preto bispo · e8 preto rei · f8 preto bispo · h8 preto torre · a7 preto peão · d7 preto peão · f7 preto peão · g7 preto peão · h7 preto peão · c6 preto peão · f6 preto cavalo · b5 branco bispo · f5 branco cavalo · g5 preto rainha · e4 branco peão · f4 preto peão · g4 branco peão · d3 branco peão · a2 branco peão · b2 branco peão · c2 branco peão · h2 branco peão · a1 branco torre · b1 branco cavalo · c1 branco bispo · d1 branco rainha · f1 branco rei · g1 branco torre | a8 preto torre · b8 preto cavalo · c8 preto bispo · e8 preto rei · f8 preto bispo · h8 preto torre · a7 preto peão · d7 preto peão · f7 preto peão · g7 preto peão · h7 preto peão · c6 preto peão · f6 preto cavalo · b5 branco bispo · f5 branco cavalo · g5 preto rainha · e4 branco peão · f4 preto peão · g4 branco peão · d3 branco peão · a2 branco peão · b2 branco peão · c2 branco peão · h2 branco peão · a1 branco torre · b1 branco cavalo · c1 branco bispo · d1 branco rainha · f1 branco rei · g1 branco torre | a8 preto torre · b8 preto cavalo · c8 preto bispo · e8 preto rei · f8 preto bispo · h8 preto torre · a7 preto peão · d7 preto peão · f7 preto peão · g7 preto peão · h7 preto peão · c6 preto peão · f6 preto cavalo · b5 branco bispo · f5 branco cavalo · g5 preto rainha · e4 branco peão · f4 preto peão · g4 branco peão · d3 branco peão · a2 branco peão · b2 branco peão · c2 branco peão · h2 branco peão · a1 branco torre · b1 branco cavalo · c1 branco bispo · d1 branco rainha · f1 branco rei · g1 branco torre | 8 |
| 7 | a8 preto torre · b8 preto cavalo · c8 preto bispo · e8 preto rei · f8 preto bispo · h8 preto torre · a7 preto peão · d7 preto peão · f7 preto peão · g7 preto peão · h7 preto peão · c6 preto peão · f6 preto cavalo · b5 branco bispo · f5 branco cavalo · g5 preto rainha · e4 branco peão · f4 preto peão · g4 branco peão · d3 branco peão · a2 branco peão · b2 branco peão · c2 branco peão · h2 branco peão · a1 branco torre · b1 branco cavalo · c1 branco bispo · d1 branco rainha · f1 branco rei · g1 branco torre | a8 preto torre · b8 preto cavalo · c8 preto bispo · e8 preto rei · f8 preto bispo · h8 preto torre · a7 preto peão · d7 preto peão · f7 preto peão · g7 preto peão · h7 preto peão · c6 preto peão · f6 preto cavalo · b5 branco bispo · f5 branco cavalo · g5 preto rainha · e4 branco peão · f4 preto peão · g4 branco peão · d3 branco peão · a2 branco peão · b2 branco peão · c2 branco peão · h2 branco peão · a1 branco torre · b1 branco cavalo · c1 branco bispo · d1 branco rainha · f1 branco rei · g1 branco torre | a8 preto torre · b8 preto cavalo · c8 preto bispo · e8 preto rei · f8 preto bispo · h8 preto torre · a7 preto peão · d7 preto peão · f7 preto peão · g7 preto peão · h7 preto peão · c6 preto peão · f6 preto cavalo · b5 branco bispo · f5 branco cavalo · g5 preto rainha · e4 branco peão · f4 preto peão · g4 branco peão · d3 branco peão · a2 branco peão · b2 branco peão · c2 branco peão · h2 branco peão · a1 branco torre · b1 branco cavalo · c1 branco bispo · d1 branco rainha · f1 branco rei · g1 branco torre | a8 preto torre · b8 preto cavalo · c8 preto bispo · e8 preto rei · f8 preto bispo · h8 preto torre · a7 preto peão · d7 preto peão · f7 preto peão · g7 preto peão · h7 preto peão · c6 preto peão · f6 preto cavalo · b5 branco bispo · f5 branco cavalo · g5 preto rainha · e4 branco peão · f4 preto peão · g4 branco peão · d3 branco peão · a2 branco peão · b2 branco peão · c2 branco peão · h2 branco peão · a1 branco torre · b1 branco cavalo · c1 branco bispo · d1 branco rainha · f1 branco rei · g1 branco torre | a8 preto torre · b8 preto cavalo · c8 preto bispo · e8 preto rei · f8 preto bispo · h8 preto torre · a7 preto peão · d7 preto peão · f7 preto peão · g7 preto peão · h7 preto peão · c6 preto peão · f6 preto cavalo · b5 branco bispo · f5 branco cavalo · g5 preto rainha · e4 branco peão · f4 preto peão · g4 branco peão · d3 branco peão · a2 branco peão · b2 branco peão · c2 branco peão · h2 branco peão · a1 branco torre · b1 branco cavalo · c1 branco bispo · d1 branco rainha · f1 branco rei · g1 branco torre | a8 preto torre · b8 preto cavalo · c8 preto bispo · e8 preto rei · f8 preto bispo · h8 preto torre · a7 preto peão · d7 preto peão · f7 preto peão · g7 preto peão · h7 preto peão · c6 preto peão · f6 preto cavalo · b5 branco bispo · f5 branco cavalo · g5 preto rainha · e4 branco peão · f4 preto peão · g4 branco peão · d3 branco peão · a2 branco peão · b2 branco peão · c2 branco peão · h2 branco peão · a1 branco torre · b1 branco cavalo · c1 branco bispo · d1 branco rainha · f1 branco rei · g1 branco torre | a8 preto torre · b8 preto cavalo · c8 preto bispo · e8 preto rei · f8 preto bispo · h8 preto torre · a7 preto peão · d7 preto peão · f7 preto peão · g7 preto peão · h7 preto peão · c6 preto peão · f6 preto cavalo · b5 branco bispo · f5 branco cavalo · g5 preto rainha · e4 branco peão · f4 preto peão · g4 branco peão · d3 branco peão · a2 branco peão · b2 branco peão · c2 branco peão · h2 branco peão · a1 branco torre · b1 branco cavalo · c1 branco bispo · d1 branco rainha · f1 branco rei · g1 branco torre | a8 preto torre · b8 preto cavalo · c8 preto bispo · e8 preto rei · f8 preto bispo · h8 preto torre · a7 preto peão · d7 preto peão · f7 preto peão · g7 preto peão · h7 preto peão · c6 preto peão · f6 preto cavalo · b5 branco bispo · f5 branco cavalo · g5 preto rainha · e4 branco peão · f4 preto peão · g4 branco peão · d3 branco peão · a2 branco peão · b2 branco peão · c2 branco peão · h2 branco peão · a1 branco torre · b1 branco cavalo · c1 branco bispo · d1 branco rainha · f1 branco rei · g1 branco torre | 7 |
| 6 | a8 preto torre · b8 preto cavalo · c8 preto bispo · e8 preto rei · f8 preto bispo · h8 preto torre · a7 preto peão · d7 preto peão · f7 preto peão · g7 preto peão · h7 preto peão · c6 preto peão · f6 preto cavalo · b5 branco bispo · f5 branco cavalo · g5 preto rainha · e4 branco peão · f4 preto peão · g4 branco peão · d3 branco peão · a2 branco peão · b2 branco peão · c2 branco peão · h2 branco peão · a1 branco torre · b1 branco cavalo · c1 branco bispo · d1 branco rainha · f1 branco rei · g1 branco torre | a8 preto torre · b8 preto cavalo · c8 preto bispo · e8 preto rei · f8 preto bispo · h8 preto torre · a7 preto peão · d7 preto peão · f7 preto peão · g7 preto peão · h7 preto peão · c6 preto peão · f6 preto cavalo · b5 branco bispo · f5 branco cavalo · g5 preto rainha · e4 branco peão · f4 preto peão · g4 branco peão · d3 branco peão · a2 branco peão · b2 branco peão · c2 branco peão · h2 branco peão · a1 branco torre · b1 branco cavalo · c1 branco bispo · d1 branco rainha · f1 branco rei · g1 branco torre | a8 preto torre · b8 preto cavalo · c8 preto bispo · e8 preto rei · f8 preto bispo · h8 preto torre · a7 preto peão · d7 preto peão · f7 preto peão · g7 preto peão · h7 preto peão · c6 preto peão · f6 preto cavalo · b5 branco bispo · f5 branco cavalo · g5 preto rainha · e4 branco peão · f4 preto peão · g4 branco peão · d3 branco peão · a2 branco peão · b2 branco peão · c2 branco peão · h2 branco peão · a1 branco torre · b1 branco cavalo · c1 branco bispo · d1 branco rainha · f1 branco rei · g1 branco torre | a8 preto torre · b8 preto cavalo · c8 preto bispo · e8 preto rei · f8 preto bispo · h8 preto torre · a7 preto peão · d7 preto peão · f7 preto peão · g7 preto peão · h7 preto peão · c6 preto peão · f6 preto cavalo · b5 branco bispo · f5 branco cavalo · g5 preto rainha · e4 branco peão · f4 preto peão · g4 branco peão · d3 branco peão · a2 branco peão · b2 branco peão · c2 branco peão · h2 branco peão · a1 branco torre · b1 branco cavalo · c1 branco bispo · d1 branco rainha · f1 branco rei · g1 branco torre | a8 preto torre · b8 preto cavalo · c8 preto bispo · e8 preto rei · f8 preto bispo · h8 preto torre · a7 preto peão · d7 preto peão · f7 preto peão · g7 preto peão · h7 preto peão · c6 preto peão · f6 preto cavalo · b5 branco bispo · f5 branco cavalo · g5 preto rainha · e4 branco peão · f4 preto peão · g4 branco peão · d3 branco peão · a2 branco peão · b2 branco peão · c2 branco peão · h2 branco peão · a1 branco torre · b1 branco cavalo · c1 branco bispo · d1 branco rainha · f1 branco rei · g1 branco torre | a8 preto torre · b8 preto cavalo · c8 preto bispo · e8 preto rei · f8 preto bispo · h8 preto torre · a7 preto peão · d7 preto peão · f7 preto peão · g7 preto peão · h7 preto peão · c6 preto peão · f6 preto cavalo · b5 branco bispo · f5 branco cavalo · g5 preto rainha · e4 branco peão · f4 preto peão · g4 branco peão · d3 branco peão · a2 branco peão · b2 branco peão · c2 branco peão · h2 branco peão · a1 branco torre · b1 branco cavalo · c1 branco bispo · d1 branco rainha · f1 branco rei · g1 branco torre | a8 preto torre · b8 preto cavalo · c8 preto bispo · e8 preto rei · f8 preto bispo · h8 preto torre · a7 preto peão · d7 preto peão · f7 preto peão · g7 preto peão · h7 preto peão · c6 preto peão · f6 preto cavalo · b5 branco bispo · f5 branco cavalo · g5 preto rainha · e4 branco peão · f4 preto peão · g4 branco peão · d3 branco peão · a2 branco peão · b2 branco peão · c2 branco peão · h2 branco peão · a1 branco torre · b1 branco cavalo · c1 branco bispo · d1 branco rainha · f1 branco rei · g1 branco torre | a8 preto torre · b8 preto cavalo · c8 preto bispo · e8 preto rei · f8 preto bispo · h8 preto torre · a7 preto peão · d7 preto peão · f7 preto peão · g7 preto peão · h7 preto peão · c6 preto peão · f6 preto cavalo · b5 branco bispo · f5 branco cavalo · g5 preto rainha · e4 branco peão · f4 preto peão · g4 branco peão · d3 branco peão · a2 branco peão · b2 branco peão · c2 branco peão · h2 branco peão · a1 branco torre · b1 branco cavalo · c1 branco bispo · d1 branco rainha · f1 branco rei · g1 branco torre | 6 |
| 5 | a8 preto torre · b8 preto cavalo · c8 preto bispo · e8 preto rei · f8 preto bispo · h8 preto torre · a7 preto peão · d7 preto peão · f7 preto peão · g7 preto peão · h7 preto peão · c6 preto peão · f6 preto cavalo · b5 branco bispo · f5 branco cavalo · g5 preto rainha · e4 branco peão · f4 preto peão · g4 branco peão · d3 branco peão · a2 branco peão · b2 branco peão · c2 branco peão · h2 branco peão · a1 branco torre · b1 branco cavalo · c1 branco bispo · d1 branco rainha · f1 branco rei · g1 branco torre | a8 preto torre · b8 preto cavalo · c8 preto bispo · e8 preto rei · f8 preto bispo · h8 preto torre · a7 preto peão · d7 preto peão · f7 preto peão · g7 preto peão · h7 preto peão · c6 preto peão · f6 preto cavalo · b5 branco bispo · f5 branco cavalo · g5 preto rainha · e4 branco peão · f4 preto peão · g4 branco peão · d3 branco peão · a2 branco peão · b2 branco peão · c2 branco peão · h2 branco peão · a1 branco torre · b1 branco cavalo · c1 branco bispo · d1 branco rainha · f1 branco rei · g1 branco torre | a8 preto torre · b8 preto cavalo · c8 preto bispo · e8 preto rei · f8 preto bispo · h8 preto torre · a7 preto peão · d7 preto peão · f7 preto peão · g7 preto peão · h7 preto peão · c6 preto peão · f6 preto cavalo · b5 branco bispo · f5 branco cavalo · g5 preto rainha · e4 branco peão · f4 preto peão · g4 branco peão · d3 branco peão · a2 branco peão · b2 branco peão · c2 branco peão · h2 branco peão · a1 branco torre · b1 branco cavalo · c1 branco bispo · d1 branco rainha · f1 branco rei · g1 branco torre | a8 preto torre · b8 preto cavalo · c8 preto bispo · e8 preto rei · f8 preto bispo · h8 preto torre · a7 preto peão · d7 preto peão · f7 preto peão · g7 preto peão · h7 preto peão · c6 preto peão · f6 preto cavalo · b5 branco bispo · f5 branco cavalo · g5 preto rainha · e4 branco peão · f4 preto peão · g4 branco peão · d3 branco peão · a2 branco peão · b2 branco peão · c2 branco peão · h2 branco peão · a1 branco torre · b1 branco cavalo · c1 branco bispo · d1 branco rainha · f1 branco rei · g1 branco torre | a8 preto torre · b8 preto cavalo · c8 preto bispo · e8 preto rei · f8 preto bispo · h8 preto torre · a7 preto peão · d7 preto peão · f7 preto peão · g7 preto peão · h7 preto peão · c6 preto peão · f6 preto cavalo · b5 branco bispo · f5 branco cavalo · g5 preto rainha · e4 branco peão · f4 preto peão · g4 branco peão · d3 branco peão · a2 branco peão · b2 branco peão · c2 branco peão · h2 branco peão · a1 branco torre · b1 branco cavalo · c1 branco bispo · d1 branco rainha · f1 branco rei · g1 branco torre | a8 preto torre · b8 preto cavalo · c8 preto bispo · e8 preto rei · f8 preto bispo · h8 preto torre · a7 preto peão · d7 preto peão · f7 preto peão · g7 preto peão · h7 preto peão · c6 preto peão · f6 preto cavalo · b5 branco bispo · f5 branco cavalo · g5 preto rainha · e4 branco peão · f4 preto peão · g4 branco peão · d3 branco peão · a2 branco peão · b2 branco peão · c2 branco peão · h2 branco peão · a1 branco torre · b1 branco cavalo · c1 branco bispo · d1 branco rainha · f1 branco rei · g1 branco torre | a8 preto torre · b8 preto cavalo · c8 preto bispo · e8 preto rei · f8 preto bispo · h8 preto torre · a7 preto peão · d7 preto peão · f7 preto peão · g7 preto peão · h7 preto peão · c6 preto peão · f6 preto cavalo · b5 branco bispo · f5 branco cavalo · g5 preto rainha · e4 branco peão · f4 preto peão · g4 branco peão · d3 branco peão · a2 branco peão · b2 branco peão · c2 branco peão · h2 branco peão · a1 branco torre · b1 branco cavalo · c1 branco bispo · d1 branco rainha · f1 branco rei · g1 branco torre | a8 preto torre · b8 preto cavalo · c8 preto bispo · e8 preto rei · f8 preto bispo · h8 preto torre · a7 preto peão · d7 preto peão · f7 preto peão · g7 preto peão · h7 preto peão · c6 preto peão · f6 preto cavalo · b5 branco bispo · f5 branco cavalo · g5 preto rainha · e4 branco peão · f4 preto peão · g4 branco peão · d3 branco peão · a2 branco peão · b2 branco peão · c2 branco peão · h2 branco peão · a1 branco torre · b1 branco cavalo · c1 branco bispo · d1 branco rainha · f1 branco rei · g1 branco torre | 5 |
| 4 | a8 preto torre · b8 preto cavalo · c8 preto bispo · e8 preto rei · f8 preto bispo · h8 preto torre · a7 preto peão · d7 preto peão · f7 preto peão · g7 preto peão · h7 preto peão · c6 preto peão · f6 preto cavalo · b5 branco bispo · f5 branco cavalo · g5 preto rainha · e4 branco peão · f4 preto peão · g4 branco peão · d3 branco peão · a2 branco peão · b2 branco peão · c2 branco peão · h2 branco peão · a1 branco torre · b1 branco cavalo · c1 branco bispo · d1 branco rainha · f1 branco rei · g1 branco torre | a8 preto torre · b8 preto cavalo · c8 preto bispo · e8 preto rei · f8 preto bispo · h8 preto torre · a7 preto peão · d7 preto peão · f7 preto peão · g7 preto peão · h7 preto peão · c6 preto peão · f6 preto cavalo · b5 branco bispo · f5 branco cavalo · g5 preto rainha · e4 branco peão · f4 preto peão · g4 branco peão · d3 branco peão · a2 branco peão · b2 branco peão · c2 branco peão · h2 branco peão · a1 branco torre · b1 branco cavalo · c1 branco bispo · d1 branco rainha · f1 branco rei · g1 branco torre | a8 preto torre · b8 preto cavalo · c8 preto bispo · e8 preto rei · f8 preto bispo · h8 preto torre · a7 preto peão · d7 preto peão · f7 preto peão · g7 preto peão · h7 preto peão · c6 preto peão · f6 preto cavalo · b5 branco bispo · f5 branco cavalo · g5 preto rainha · e4 branco peão · f4 preto peão · g4 branco peão · d3 branco peão · a2 branco peão · b2 branco peão · c2 branco peão · h2 branco peão · a1 branco torre · b1 branco cavalo · c1 branco bispo · d1 branco rainha · f1 branco rei · g1 branco torre | a8 preto torre · b8 preto cavalo · c8 preto bispo · e8 preto rei · f8 preto bispo · h8 preto torre · a7 preto peão · d7 preto peão · f7 preto peão · g7 preto peão · h7 preto peão · c6 preto peão · f6 preto cavalo · b5 branco bispo · f5 branco cavalo · g5 preto rainha · e4 branco peão · f4 preto peão · g4 branco peão · d3 branco peão · a2 branco peão · b2 branco peão · c2 branco peão · h2 branco peão · a1 branco torre · b1 branco cavalo · c1 branco bispo · d1 branco rainha · f1 branco rei · g1 branco torre | a8 preto torre · b8 preto cavalo · c8 preto bispo · e8 preto rei · f8 preto bispo · h8 preto torre · a7 preto peão · d7 preto peão · f7 preto peão · g7 preto peão · h7 preto peão · c6 preto peão · f6 preto cavalo · b5 branco bispo · f5 branco cavalo · g5 preto rainha · e4 branco peão · f4 preto peão · g4 branco peão · d3 branco peão · a2 branco peão · b2 branco peão · c2 branco peão · h2 branco peão · a1 branco torre · b1 branco cavalo · c1 branco bispo · d1 branco rainha · f1 branco rei · g1 branco torre | a8 preto torre · b8 preto cavalo · c8 preto bispo · e8 preto rei · f8 preto bispo · h8 preto torre · a7 preto peão · d7 preto peão · f7 preto peão · g7 preto peão · h7 preto peão · c6 preto peão · f6 preto cavalo · b5 branco bispo · f5 branco cavalo · g5 preto rainha · e4 branco peão · f4 preto peão · g4 branco peão · d3 branco peão · a2 branco peão · b2 branco peão · c2 branco peão · h2 branco peão · a1 branco torre · b1 branco cavalo · c1 branco bispo · d1 branco rainha · f1 branco rei · g1 branco torre | a8 preto torre · b8 preto cavalo · c8 preto bispo · e8 preto rei · f8 preto bispo · h8 preto torre · a7 preto peão · d7 preto peão · f7 preto peão · g7 preto peão · h7 preto peão · c6 preto peão · f6 preto cavalo · b5 branco bispo · f5 branco cavalo · g5 preto rainha · e4 branco peão · f4 preto peão · g4 branco peão · d3 branco peão · a2 branco peão · b2 branco peão · c2 branco peão · h2 branco peão · a1 branco torre · b1 branco cavalo · c1 branco bispo · d1 branco rainha · f1 branco rei · g1 branco torre | a8 preto torre · b8 preto cavalo · c8 preto bispo · e8 preto rei · f8 preto bispo · h8 preto torre · a7 preto peão · d7 preto peão · f7 preto peão · g7 preto peão · h7 preto peão · c6 preto peão · f6 preto cavalo · b5 branco bispo · f5 branco cavalo · g5 preto rainha · e4 branco peão · f4 preto peão · g4 branco peão · d3 branco peão · a2 branco peão · b2 branco peão · c2 branco peão · h2 branco peão · a1 branco torre · b1 branco cavalo · c1 branco bispo · d1 branco rainha · f1 branco rei · g1 branco torre | 4 |
| 3 | a8 preto torre · b8 preto cavalo · c8 preto bispo · e8 preto rei · f8 preto bispo · h8 preto torre · a7 preto peão · d7 preto peão · f7 preto peão · g7 preto peão · h7 preto peão · c6 preto peão · f6 preto cavalo · b5 branco bispo · f5 branco cavalo · g5 preto rainha · e4 branco peão · f4 preto peão · g4 branco peão · d3 branco peão · a2 branco peão · b2 branco peão · c2 branco peão · h2 branco peão · a1 branco torre · b1 branco cavalo · c1 branco bispo · d1 branco rainha · f1 branco rei · g1 branco torre | a8 preto torre · b8 preto cavalo · c8 preto bispo · e8 preto rei · f8 preto bispo · h8 preto torre · a7 preto peão · d7 preto peão · f7 preto peão · g7 preto peão · h7 preto peão · c6 preto peão · f6 preto cavalo · b5 branco bispo · f5 branco cavalo · g5 preto rainha · e4 branco peão · f4 preto peão · g4 branco peão · d3 branco peão · a2 branco peão · b2 branco peão · c2 branco peão · h2 branco peão · a1 branco torre · b1 branco cavalo · c1 branco bispo · d1 branco rainha · f1 branco rei · g1 branco torre | a8 preto torre · b8 preto cavalo · c8 preto bispo · e8 preto rei · f8 preto bispo · h8 preto torre · a7 preto peão · d7 preto peão · f7 preto peão · g7 preto peão · h7 preto peão · c6 preto peão · f6 preto cavalo · b5 branco bispo · f5 branco cavalo · g5 preto rainha · e4 branco peão · f4 preto peão · g4 branco peão · d3 branco peão · a2 branco peão · b2 branco peão · c2 branco peão · h2 branco peão · a1 branco torre · b1 branco cavalo · c1 branco bispo · d1 branco rainha · f1 branco rei · g1 branco torre | a8 preto torre · b8 preto cavalo · c8 preto bispo · e8 preto rei · f8 preto bispo · h8 preto torre · a7 preto peão · d7 preto peão · f7 preto peão · g7 preto peão · h7 preto peão · c6 preto peão · f6 preto cavalo · b5 branco bispo · f5 branco cavalo · g5 preto rainha · e4 branco peão · f4 preto peão · g4 branco peão · d3 branco peão · a2 branco peão · b2 branco peão · c2 branco peão · h2 branco peão · a1 branco torre · b1 branco cavalo · c1 branco bispo · d1 branco rainha · f1 branco rei · g1 branco torre | a8 preto torre · b8 preto cavalo · c8 preto bispo · e8 preto rei · f8 preto bispo · h8 preto torre · a7 preto peão · d7 preto peão · f7 preto peão · g7 preto peão · h7 preto peão · c6 preto peão · f6 preto cavalo · b5 branco bispo · f5 branco cavalo · g5 preto rainha · e4 branco peão · f4 preto peão · g4 branco peão · d3 branco peão · a2 branco peão · b2 branco peão · c2 branco peão · h2 branco peão · a1 branco torre · b1 branco cavalo · c1 branco bispo · d1 branco rainha · f1 branco rei · g1 branco torre | a8 preto torre · b8 preto cavalo · c8 preto bispo · e8 preto rei · f8 preto bispo · h8 preto torre · a7 preto peão · d7 preto peão · f7 preto peão · g7 preto peão · h7 preto peão · c6 preto peão · f6 preto cavalo · b5 branco bispo · f5 branco cavalo · g5 preto rainha · e4 branco peão · f4 preto peão · g4 branco peão · d3 branco peão · a2 branco peão · b2 branco peão · c2 branco peão · h2 branco peão · a1 branco torre · b1 branco cavalo · c1 branco bispo · d1 branco rainha · f1 branco rei · g1 branco torre | a8 preto torre · b8 preto cavalo · c8 preto bispo · e8 preto rei · f8 preto bispo · h8 preto torre · a7 preto peão · d7 preto peão · f7 preto peão · g7 preto peão · h7 preto peão · c6 preto peão · f6 preto cavalo · b5 branco bispo · f5 branco cavalo · g5 preto rainha · e4 branco peão · f4 preto peão · g4 branco peão · d3 branco peão · a2 branco peão · b2 branco peão · c2 branco peão · h2 branco peão · a1 branco torre · b1 branco cavalo · c1 branco bispo · d1 branco rainha · f1 branco rei · g1 branco torre | a8 preto torre · b8 preto cavalo · c8 preto bispo · e8 preto rei · f8 preto bispo · h8 preto torre · a7 preto peão · d7 preto peão · f7 preto peão · g7 preto peão · h7 preto peão · c6 preto peão · f6 preto cavalo · b5 branco bispo · f5 branco cavalo · g5 preto rainha · e4 branco peão · f4 preto peão · g4 branco peão · d3 branco peão · a2 branco peão · b2 branco peão · c2 branco peão · h2 branco peão · a1 branco torre · b1 branco cavalo · c1 branco bispo · d1 branco rainha · f1 branco rei · g1 branco torre | 3 |
| 2 | a8 preto torre · b8 preto cavalo · c8 preto bispo · e8 preto rei · f8 preto bispo · h8 preto torre · a7 preto peão · d7 preto peão · f7 preto peão · g7 preto peão · h7 preto peão · c6 preto peão · f6 preto cavalo · b5 branco bispo · f5 branco cavalo · g5 preto rainha · e4 branco peão · f4 preto peão · g4 branco peão · d3 branco peão · a2 branco peão · b2 branco peão · c2 branco peão · h2 branco peão · a1 branco torre · b1 branco cavalo · c1 branco bispo · d1 branco rainha · f1 branco rei · g1 branco torre | a8 preto torre · b8 preto cavalo · c8 preto bispo · e8 preto rei · f8 preto bispo · h8 preto torre · a7 preto peão · d7 preto peão · f7 preto peão · g7 preto peão · h7 preto peão · c6 preto peão · f6 preto cavalo · b5 branco bispo · f5 branco cavalo · g5 preto rainha · e4 branco peão · f4 preto peão · g4 branco peão · d3 branco peão · a2 branco peão · b2 branco peão · c2 branco peão · h2 branco peão · a1 branco torre · b1 branco cavalo · c1 branco bispo · d1 branco rainha · f1 branco rei · g1 branco torre | a8 preto torre · b8 preto cavalo · c8 preto bispo · e8 preto rei · f8 preto bispo · h8 preto torre · a7 preto peão · d7 preto peão · f7 preto peão · g7 preto peão · h7 preto peão · c6 preto peão · f6 preto cavalo · b5 branco bispo · f5 branco cavalo · g5 preto rainha · e4 branco peão · f4 preto peão · g4 branco peão · d3 branco peão · a2 branco peão · b2 branco peão · c2 branco peão · h2 branco peão · a1 branco torre · b1 branco cavalo · c1 branco bispo · d1 branco rainha · f1 branco rei · g1 branco torre | a8 preto torre · b8 preto cavalo · c8 preto bispo · e8 preto rei · f8 preto bispo · h8 preto torre · a7 preto peão · d7 preto peão · f7 preto peão · g7 preto peão · h7 preto peão · c6 preto peão · f6 preto cavalo · b5 branco bispo · f5 branco cavalo · g5 preto rainha · e4 branco peão · f4 preto peão · g4 branco peão · d3 branco peão · a2 branco peão · b2 branco peão · c2 branco peão · h2 branco peão · a1 branco torre · b1 branco cavalo · c1 branco bispo · d1 branco rainha · f1 branco rei · g1 branco torre | a8 preto torre · b8 preto cavalo · c8 preto bispo · e8 preto rei · f8 preto bispo · h8 preto torre · a7 preto peão · d7 preto peão · f7 preto peão · g7 preto peão · h7 preto peão · c6 preto peão · f6 preto cavalo · b5 branco bispo · f5 branco cavalo · g5 preto rainha · e4 branco peão · f4 preto peão · g4 branco peão · d3 branco peão · a2 branco peão · b2 branco peão · c2 branco peão · h2 branco peão · a1 branco torre · b1 branco cavalo · c1 branco bispo · d1 branco rainha · f1 branco rei · g1 branco torre | a8 preto torre · b8 preto cavalo · c8 preto bispo · e8 preto rei · f8 preto bispo · h8 preto torre · a7 preto peão · d7 preto peão · f7 preto peão · g7 preto peão · h7 preto peão · c6 preto peão · f6 preto cavalo · b5 branco bispo · f5 branco cavalo · g5 preto rainha · e4 branco peão · f4 preto peão · g4 branco peão · d3 branco peão · a2 branco peão · b2 branco peão · c2 branco peão · h2 branco peão · a1 branco torre · b1 branco cavalo · c1 branco bispo · d1 branco rainha · f1 branco rei · g1 branco torre | a8 preto torre · b8 preto cavalo · c8 preto bispo · e8 preto rei · f8 preto bispo · h8 preto torre · a7 preto peão · d7 preto peão · f7 preto peão · g7 preto peão · h7 preto peão · c6 preto peão · f6 preto cavalo · b5 branco bispo · f5 branco cavalo · g5 preto rainha · e4 branco peão · f4 preto peão · g4 branco peão · d3 branco peão · a2 branco peão · b2 branco peão · c2 branco peão · h2 branco peão · a1 branco torre · b1 branco cavalo · c1 branco bispo · d1 branco rainha · f1 branco rei · g1 branco torre | a8 preto torre · b8 preto cavalo · c8 preto bispo · e8 preto rei · f8 preto bispo · h8 preto torre · a7 preto peão · d7 preto peão · f7 preto peão · g7 preto peão · h7 preto peão · c6 preto peão · f6 preto cavalo · b5 branco bispo · f5 branco cavalo · g5 preto rainha · e4 branco peão · f4 preto peão · g4 branco peão · d3 branco peão · a2 branco peão · b2 branco peão · c2 branco peão · h2 branco peão · a1 branco torre · b1 branco cavalo · c1 branco bispo · d1 branco rainha · f1 branco rei · g1 branco torre | 2 |
| 1 | a8 preto torre · b8 preto cavalo · c8 preto bispo · e8 preto rei · f8 preto bispo · h8 preto torre · a7 preto peão · d7 preto peão · f7 preto peão · g7 preto peão · h7 preto peão · c6 preto peão · f6 preto cavalo · b5 branco bispo · f5 branco cavalo · g5 preto rainha · e4 branco peão · f4 preto peão · g4 branco peão · d3 branco peão · a2 branco peão · b2 branco peão · c2 branco peão · h2 branco peão · a1 branco torre · b1 branco cavalo · c1 branco bispo · d1 branco rainha · f1 branco rei · g1 branco torre | a8 preto torre · b8 preto cavalo · c8 preto bispo · e8 preto rei · f8 preto bispo · h8 preto torre · a7 preto peão · d7 preto peão · f7 preto peão · g7 preto peão · h7 preto peão · c6 preto peão · f6 preto cavalo · b5 branco bispo · f5 branco cavalo · g5 preto rainha · e4 branco peão · f4 preto peão · g4 branco peão · d3 branco peão · a2 branco peão · b2 branco peão · c2 branco peão · h2 branco peão · a1 branco torre · b1 branco cavalo · c1 branco bispo · d1 branco rainha · f1 branco rei · g1 branco torre | a8 preto torre · b8 preto cavalo · c8 preto bispo · e8 preto rei · f8 preto bispo · h8 preto torre · a7 preto peão · d7 preto peão · f7 preto peão · g7 preto peão · h7 preto peão · c6 preto peão · f6 preto cavalo · b5 branco bispo · f5 branco cavalo · g5 preto rainha · e4 branco peão · f4 preto peão · g4 branco peão · d3 branco peão · a2 branco peão · b2 branco peão · c2 branco peão · h2 branco peão · a1 branco torre · b1 branco cavalo · c1 branco bispo · d1 branco rainha · f1 branco rei · g1 branco torre | a8 preto torre · b8 preto cavalo · c8 preto bispo · e8 preto rei · f8 preto bispo · h8 preto torre · a7 preto peão · d7 preto peão · f7 preto peão · g7 preto peão · h7 preto peão · c6 preto peão · f6 preto cavalo · b5 branco bispo · f5 branco cavalo · g5 preto rainha · e4 branco peão · f4 preto peão · g4 branco peão · d3 branco peão · a2 branco peão · b2 branco peão · c2 branco peão · h2 branco peão · a1 branco torre · b1 branco cavalo · c1 branco bispo · d1 branco rainha · f1 branco rei · g1 branco torre | a8 preto torre · b8 preto cavalo · c8 preto bispo · e8 preto rei · f8 preto bispo · h8 preto torre · a7 preto peão · d7 preto peão · f7 preto peão · g7 preto peão · h7 preto peão · c6 preto peão · f6 preto cavalo · b5 branco bispo · f5 branco cavalo · g5 preto rainha · e4 branco peão · f4 preto peão · g4 branco peão · d3 branco peão · a2 branco peão · b2 branco peão · c2 branco peão · h2 branco peão · a1 branco torre · b1 branco cavalo · c1 branco bispo · d1 branco rainha · f1 branco rei · g1 branco torre | a8 preto torre · b8 preto cavalo · c8 preto bispo · e8 preto rei · f8 preto bispo · h8 preto torre · a7 preto peão · d7 preto peão · f7 preto peão · g7 preto peão · h7 preto peão · c6 preto peão · f6 preto cavalo · b5 branco bispo · f5 branco cavalo · g5 preto rainha · e4 branco peão · f4 preto peão · g4 branco peão · d3 branco peão · a2 branco peão · b2 branco peão · c2 branco peão · h2 branco peão · a1 branco torre · b1 branco cavalo · c1 branco bispo · d1 branco rainha · f1 branco rei · g1 branco torre | a8 preto torre · b8 preto cavalo · c8 preto bispo · e8 preto rei · f8 preto bispo · h8 preto torre · a7 preto peão · d7 preto peão · f7 preto peão · g7 preto peão · h7 preto peão · c6 preto peão · f6 preto cavalo · b5 branco bispo · f5 branco cavalo · g5 preto rainha · e4 branco peão · f4 preto peão · g4 branco peão · d3 branco peão · a2 branco peão · b2 branco peão · c2 branco peão · h2 branco peão · a1 branco torre · b1 branco cavalo · c1 branco bispo · d1 branco rainha · f1 branco rei · g1 branco torre | a8 preto torre · b8 preto cavalo · c8 preto bispo · e8 preto rei · f8 preto bispo · h8 preto torre · a7 preto peão · d7 preto peão · f7 preto peão · g7 preto peão · h7 preto peão · c6 preto peão · f6 preto cavalo · b5 branco bispo · f5 branco cavalo · g5 preto rainha · e4 branco peão · f4 preto peão · g4 branco peão · d3 branco peão · a2 branco peão · b2 branco peão · c2 branco peão · h2 branco peão · a1 branco torre · b1 branco cavalo · c1 branco bispo · d1 branco rainha · f1 branco rei · g1 branco torre | 1 |
|   | a | b | c | d | e | f | g | h |   |

10. g4 Cf6 11. Tg1!
Um vantajoso sacrifício passivo do bispo. Se o jogador de pretas aceita a sua rainha fica fora do centro de ação do jogo dando às brancas uma razoável vantagem no desenvolvimento em adição aos dois tempos já ganhos.
11.... cxb5?
Huebner acredita que este foi o erro fatal das pretas; elas ganham material mas perdem em desenvolvimento. O desenvolvimento avantajado das brancas permitem um rápido começo de uma operação ofensiva. Huebner recomenda 11. ...h5 ao invés do jogado. O próprio Kieseritsky afirmou posteriormente que "após 11 Tg1! as brancas jogam melhor".
12. h4!
O cavalo das brancas protege o peão que por sua vez está atacando a dama preta. Kieseritsky é forçado a recuar a dama, perdendo tempo.
12...Dg6 13. h5 Dg5 14. Df3
Anderssen agora ameaça dois movimentos:
- Bxf4, que prende a dama preta (que fica sem casa segura para ir),
- e5, que ataca o cavalo preto na f6 e simultaneamente descobre um ataque da dama branca à vulnerável e não-protegida torre na a8.

14...Cg8
Isto trata das ameaças mas piora a situação do desenvolvimento e tempo do preto; agora a única peça preta que não está em sua casa inicial é a rainha que está perto de ser posta para correr enquanto as peças brancas ainda tem um grande controle do tabuleiro.
15. Bxf4 Df6 16. Cc3 Bc5
Um ordinário movimento de re-desenvolvimento das pretas, que ameaça atacar a torre na g1 via Dxb2.
|   | a | b | c | d | e | f | g | h |   |
| 8 | a8 preto torre · b8 preto cavalo · c8 preto bispo · e8 preto rei · g8 preto cavalo · h8 preto torre · a7 preto peão · d7 preto peão · f7 preto peão · g7 preto peão · h7 preto peão · b5 preto peão · c5 preto bispo · d5 branco cavalo · f5 branco cavalo · h5 branco peão · e4 branco peão · f4 branco bispo · g4 branco peão · d3 branco peão · f3 branco rainha · a2 branco peão · b2 preto rainha · c2 branco peão · a1 branco torre · f1 branco rei · g1 branco torre | a8 preto torre · b8 preto cavalo · c8 preto bispo · e8 preto rei · g8 preto cavalo · h8 preto torre · a7 preto peão · d7 preto peão · f7 preto peão · g7 preto peão · h7 preto peão · b5 preto peão · c5 preto bispo · d5 branco cavalo · f5 branco cavalo · h5 branco peão · e4 branco peão · f4 branco bispo · g4 branco peão · d3 branco peão · f3 branco rainha · a2 branco peão · b2 preto rainha · c2 branco peão · a1 branco torre · f1 branco rei · g1 branco torre | a8 preto torre · b8 preto cavalo · c8 preto bispo · e8 preto rei · g8 preto cavalo · h8 preto torre · a7 preto peão · d7 preto peão · f7 preto peão · g7 preto peão · h7 preto peão · b5 preto peão · c5 preto bispo · d5 branco cavalo · f5 branco cavalo · h5 branco peão · e4 branco peão · f4 branco bispo · g4 branco peão · d3 branco peão · f3 branco rainha · a2 branco peão · b2 preto rainha · c2 branco peão · a1 branco torre · f1 branco rei · g1 branco torre | a8 preto torre · b8 preto cavalo · c8 preto bispo · e8 preto rei · g8 preto cavalo · h8 preto torre · a7 preto peão · d7 preto peão · f7 preto peão · g7 preto peão · h7 preto peão · b5 preto peão · c5 preto bispo · d5 branco cavalo · f5 branco cavalo · h5 branco peão · e4 branco peão · f4 branco bispo · g4 branco peão · d3 branco peão · f3 branco rainha · a2 branco peão · b2 preto rainha · c2 branco peão · a1 branco torre · f1 branco rei · g1 branco torre | a8 preto torre · b8 preto cavalo · c8 preto bispo · e8 preto rei · g8 preto cavalo · h8 preto torre · a7 preto peão · d7 preto peão · f7 preto peão · g7 preto peão · h7 preto peão · b5 preto peão · c5 preto bispo · d5 branco cavalo · f5 branco cavalo · h5 branco peão · e4 branco peão · f4 branco bispo · g4 branco peão · d3 branco peão · f3 branco rainha · a2 branco peão · b2 preto rainha · c2 branco peão · a1 branco torre · f1 branco rei · g1 branco torre | a8 preto torre · b8 preto cavalo · c8 preto bispo · e8 preto rei · g8 preto cavalo · h8 preto torre · a7 preto peão · d7 preto peão · f7 preto peão · g7 preto peão · h7 preto peão · b5 preto peão · c5 preto bispo · d5 branco cavalo · f5 branco cavalo · h5 branco peão · e4 branco peão · f4 branco bispo · g4 branco peão · d3 branco peão · f3 branco rainha · a2 branco peão · b2 preto rainha · c2 branco peão · a1 branco torre · f1 branco rei · g1 branco torre | a8 preto torre · b8 preto cavalo · c8 preto bispo · e8 preto rei · g8 preto cavalo · h8 preto torre · a7 preto peão · d7 preto peão · f7 preto peão · g7 preto peão · h7 preto peão · b5 preto peão · c5 preto bispo · d5 branco cavalo · f5 branco cavalo · h5 branco peão · e4 branco peão · f4 branco bispo · g4 branco peão · d3 branco peão · f3 branco rainha · a2 branco peão · b2 preto rainha · c2 branco peão · a1 branco torre · f1 branco rei · g1 branco torre | a8 preto torre · b8 preto cavalo · c8 preto bispo · e8 preto rei · g8 preto cavalo · h8 preto torre · a7 preto peão · d7 preto peão · f7 preto peão · g7 preto peão · h7 preto peão · b5 preto peão · c5 preto bispo · d5 branco cavalo · f5 branco cavalo · h5 branco peão · e4 branco peão · f4 branco bispo · g4 branco peão · d3 branco peão · f3 branco rainha · a2 branco peão · b2 preto rainha · c2 branco peão · a1 branco torre · f1 branco rei · g1 branco torre | 8 |
| 7 | a8 preto torre · b8 preto cavalo · c8 preto bispo · e8 preto rei · g8 preto cavalo · h8 preto torre · a7 preto peão · d7 preto peão · f7 preto peão · g7 preto peão · h7 preto peão · b5 preto peão · c5 preto bispo · d5 branco cavalo · f5 branco cavalo · h5 branco peão · e4 branco peão · f4 branco bispo · g4 branco peão · d3 branco peão · f3 branco rainha · a2 branco peão · b2 preto rainha · c2 branco peão · a1 branco torre · f1 branco rei · g1 branco torre | a8 preto torre · b8 preto cavalo · c8 preto bispo · e8 preto rei · g8 preto cavalo · h8 preto torre · a7 preto peão · d7 preto peão · f7 preto peão · g7 preto peão · h7 preto peão · b5 preto peão · c5 preto bispo · d5 branco cavalo · f5 branco cavalo · h5 branco peão · e4 branco peão · f4 branco bispo · g4 branco peão · d3 branco peão · f3 branco rainha · a2 branco peão · b2 preto rainha · c2 branco peão · a1 branco torre · f1 branco rei · g1 branco torre | a8 preto torre · b8 preto cavalo · c8 preto bispo · e8 preto rei · g8 preto cavalo · h8 preto torre · a7 preto peão · d7 preto peão · f7 preto peão · g7 preto peão · h7 preto peão · b5 preto peão · c5 preto bispo · d5 branco cavalo · f5 branco cavalo · h5 branco peão · e4 branco peão · f4 branco bispo · g4 branco peão · d3 branco peão · f3 branco rainha · a2 branco peão · b2 preto rainha · c2 branco peão · a1 branco torre · f1 branco rei · g1 branco torre | a8 preto torre · b8 preto cavalo · c8 preto bispo · e8 preto rei · g8 preto cavalo · h8 preto torre · a7 preto peão · d7 preto peão · f7 preto peão · g7 preto peão · h7 preto peão · b5 preto peão · c5 preto bispo · d5 branco cavalo · f5 branco cavalo · h5 branco peão · e4 branco peão · f4 branco bispo · g4 branco peão · d3 branco peão · f3 branco rainha · a2 branco peão · b2 preto rainha · c2 branco peão · a1 branco torre · f1 branco rei · g1 branco torre | a8 preto torre · b8 preto cavalo · c8 preto bispo · e8 preto rei · g8 preto cavalo · h8 preto torre · a7 preto peão · d7 preto peão · f7 preto peão · g7 preto peão · h7 preto peão · b5 preto peão · c5 preto bispo · d5 branco cavalo · f5 branco cavalo · h5 branco peão · e4 branco peão · f4 branco bispo · g4 branco peão · d3 branco peão · f3 branco rainha · a2 branco peão · b2 preto rainha · c2 branco peão · a1 branco torre · f1 branco rei · g1 branco torre | a8 preto torre · b8 preto cavalo · c8 preto bispo · e8 preto rei · g8 preto cavalo · h8 preto torre · a7 preto peão · d7 preto peão · f7 preto peão · g7 preto peão · h7 preto peão · b5 preto peão · c5 preto bispo · d5 branco cavalo · f5 branco cavalo · h5 branco peão · e4 branco peão · f4 branco bispo · g4 branco peão · d3 branco peão · f3 branco rainha · a2 branco peão · b2 preto rainha · c2 branco peão · a1 branco torre · f1 branco rei · g1 branco torre | a8 preto torre · b8 preto cavalo · c8 preto bispo · e8 preto rei · g8 preto cavalo · h8 preto torre · a7 preto peão · d7 preto peão · f7 preto peão · g7 preto peão · h7 preto peão · b5 preto peão · c5 preto bispo · d5 branco cavalo · f5 branco cavalo · h5 branco peão · e4 branco peão · f4 branco bispo · g4 branco peão · d3 branco peão · f3 branco rainha · a2 branco peão · b2 preto rainha · c2 branco peão · a1 branco torre · f1 branco rei · g1 branco torre | a8 preto torre · b8 preto cavalo · c8 preto bispo · e8 preto rei · g8 preto cavalo · h8 preto torre · a7 preto peão · d7 preto peão · f7 preto peão · g7 preto peão · h7 preto peão · b5 preto peão · c5 preto bispo · d5 branco cavalo · f5 branco cavalo · h5 branco peão · e4 branco peão · f4 branco bispo · g4 branco peão · d3 branco peão · f3 branco rainha · a2 branco peão · b2 preto rainha · c2 branco peão · a1 branco torre · f1 branco rei · g1 branco torre | 7 |
| 6 | a8 preto torre · b8 preto cavalo · c8 preto bispo · e8 preto rei · g8 preto cavalo · h8 preto torre · a7 preto peão · d7 preto peão · f7 preto peão · g7 preto peão · h7 preto peão · b5 preto peão · c5 preto bispo · d5 branco cavalo · f5 branco cavalo · h5 branco peão · e4 branco peão · f4 branco bispo · g4 branco peão · d3 branco peão · f3 branco rainha · a2 branco peão · b2 preto rainha · c2 branco peão · a1 branco torre · f1 branco rei · g1 branco torre | a8 preto torre · b8 preto cavalo · c8 preto bispo · e8 preto rei · g8 preto cavalo · h8 preto torre · a7 preto peão · d7 preto peão · f7 preto peão · g7 preto peão · h7 preto peão · b5 preto peão · c5 preto bispo · d5 branco cavalo · f5 branco cavalo · h5 branco peão · e4 branco peão · f4 branco bispo · g4 branco peão · d3 branco peão · f3 branco rainha · a2 branco peão · b2 preto rainha · c2 branco peão · a1 branco torre · f1 branco rei · g1 branco torre | a8 preto torre · b8 preto cavalo · c8 preto bispo · e8 preto rei · g8 preto cavalo · h8 preto torre · a7 preto peão · d7 preto peão · f7 preto peão · g7 preto peão · h7 preto peão · b5 preto peão · c5 preto bispo · d5 branco cavalo · f5 branco cavalo · h5 branco peão · e4 branco peão · f4 branco bispo · g4 branco peão · d3 branco peão · f3 branco rainha · a2 branco peão · b2 preto rainha · c2 branco peão · a1 branco torre · f1 branco rei · g1 branco torre | a8 preto torre · b8 preto cavalo · c8 preto bispo · e8 preto rei · g8 preto cavalo · h8 preto torre · a7 preto peão · d7 preto peão · f7 preto peão · g7 preto peão · h7 preto peão · b5 preto peão · c5 preto bispo · d5 branco cavalo · f5 branco cavalo · h5 branco peão · e4 branco peão · f4 branco bispo · g4 branco peão · d3 branco peão · f3 branco rainha · a2 branco peão · b2 preto rainha · c2 branco peão · a1 branco torre · f1 branco rei · g1 branco torre | a8 preto torre · b8 preto cavalo · c8 preto bispo · e8 preto rei · g8 preto cavalo · h8 preto torre · a7 preto peão · d7 preto peão · f7 preto peão · g7 preto peão · h7 preto peão · b5 preto peão · c5 preto bispo · d5 branco cavalo · f5 branco cavalo · h5 branco peão · e4 branco peão · f4 branco bispo · g4 branco peão · d3 branco peão · f3 branco rainha · a2 branco peão · b2 preto rainha · c2 branco peão · a1 branco torre · f1 branco rei · g1 branco torre | a8 preto torre · b8 preto cavalo · c8 preto bispo · e8 preto rei · g8 preto cavalo · h8 preto torre · a7 preto peão · d7 preto peão · f7 preto peão · g7 preto peão · h7 preto peão · b5 preto peão · c5 preto bispo · d5 branco cavalo · f5 branco cavalo · h5 branco peão · e4 branco peão · f4 branco bispo · g4 branco peão · d3 branco peão · f3 branco rainha · a2 branco peão · b2 preto rainha · c2 branco peão · a1 branco torre · f1 branco rei · g1 branco torre | a8 preto torre · b8 preto cavalo · c8 preto bispo · e8 preto rei · g8 preto cavalo · h8 preto torre · a7 preto peão · d7 preto peão · f7 preto peão · g7 preto peão · h7 preto peão · b5 preto peão · c5 preto bispo · d5 branco cavalo · f5 branco cavalo · h5 branco peão · e4 branco peão · f4 branco bispo · g4 branco peão · d3 branco peão · f3 branco rainha · a2 branco peão · b2 preto rainha · c2 branco peão · a1 branco torre · f1 branco rei · g1 branco torre | a8 preto torre · b8 preto cavalo · c8 preto bispo · e8 preto rei · g8 preto cavalo · h8 preto torre · a7 preto peão · d7 preto peão · f7 preto peão · g7 preto peão · h7 preto peão · b5 preto peão · c5 preto bispo · d5 branco cavalo · f5 branco cavalo · h5 branco peão · e4 branco peão · f4 branco bispo · g4 branco peão · d3 branco peão · f3 branco rainha · a2 branco peão · b2 preto rainha · c2 branco peão · a1 branco torre · f1 branco rei · g1 branco torre | 6 |
| 5 | a8 preto torre · b8 preto cavalo · c8 preto bispo · e8 preto rei · g8 preto cavalo · h8 preto torre · a7 preto peão · d7 preto peão · f7 preto peão · g7 preto peão · h7 preto peão · b5 preto peão · c5 preto bispo · d5 branco cavalo · f5 branco cavalo · h5 branco peão · e4 branco peão · f4 branco bispo · g4 branco peão · d3 branco peão · f3 branco rainha · a2 branco peão · b2 preto rainha · c2 branco peão · a1 branco torre · f1 branco rei · g1 branco torre | a8 preto torre · b8 preto cavalo · c8 preto bispo · e8 preto rei · g8 preto cavalo · h8 preto torre · a7 preto peão · d7 preto peão · f7 preto peão · g7 preto peão · h7 preto peão · b5 preto peão · c5 preto bispo · d5 branco cavalo · f5 branco cavalo · h5 branco peão · e4 branco peão · f4 branco bispo · g4 branco peão · d3 branco peão · f3 branco rainha · a2 branco peão · b2 preto rainha · c2 branco peão · a1 branco torre · f1 branco rei · g1 branco torre | a8 preto torre · b8 preto cavalo · c8 preto bispo · e8 preto rei · g8 preto cavalo · h8 preto torre · a7 preto peão · d7 preto peão · f7 preto peão · g7 preto peão · h7 preto peão · b5 preto peão · c5 preto bispo · d5 branco cavalo · f5 branco cavalo · h5 branco peão · e4 branco peão · f4 branco bispo · g4 branco peão · d3 branco peão · f3 branco rainha · a2 branco peão · b2 preto rainha · c2 branco peão · a1 branco torre · f1 branco rei · g1 branco torre | a8 preto torre · b8 preto cavalo · c8 preto bispo · e8 preto rei · g8 preto cavalo · h8 preto torre · a7 preto peão · d7 preto peão · f7 preto peão · g7 preto peão · h7 preto peão · b5 preto peão · c5 preto bispo · d5 branco cavalo · f5 branco cavalo · h5 branco peão · e4 branco peão · f4 branco bispo · g4 branco peão · d3 branco peão · f3 branco rainha · a2 branco peão · b2 preto rainha · c2 branco peão · a1 branco torre · f1 branco rei · g1 branco torre | a8 preto torre · b8 preto cavalo · c8 preto bispo · e8 preto rei · g8 preto cavalo · h8 preto torre · a7 preto peão · d7 preto peão · f7 preto peão · g7 preto peão · h7 preto peão · b5 preto peão · c5 preto bispo · d5 branco cavalo · f5 branco cavalo · h5 branco peão · e4 branco peão · f4 branco bispo · g4 branco peão · d3 branco peão · f3 branco rainha · a2 branco peão · b2 preto rainha · c2 branco peão · a1 branco torre · f1 branco rei · g1 branco torre | a8 preto torre · b8 preto cavalo · c8 preto bispo · e8 preto rei · g8 preto cavalo · h8 preto torre · a7 preto peão · d7 preto peão · f7 preto peão · g7 preto peão · h7 preto peão · b5 preto peão · c5 preto bispo · d5 branco cavalo · f5 branco cavalo · h5 branco peão · e4 branco peão · f4 branco bispo · g4 branco peão · d3 branco peão · f3 branco rainha · a2 branco peão · b2 preto rainha · c2 branco peão · a1 branco torre · f1 branco rei · g1 branco torre | a8 preto torre · b8 preto cavalo · c8 preto bispo · e8 preto rei · g8 preto cavalo · h8 preto torre · a7 preto peão · d7 preto peão · f7 preto peão · g7 preto peão · h7 preto peão · b5 preto peão · c5 preto bispo · d5 branco cavalo · f5 branco cavalo · h5 branco peão · e4 branco peão · f4 branco bispo · g4 branco peão · d3 branco peão · f3 branco rainha · a2 branco peão · b2 preto rainha · c2 branco peão · a1 branco torre · f1 branco rei · g1 branco torre | a8 preto torre · b8 preto cavalo · c8 preto bispo · e8 preto rei · g8 preto cavalo · h8 preto torre · a7 preto peão · d7 preto peão · f7 preto peão · g7 preto peão · h7 preto peão · b5 preto peão · c5 preto bispo · d5 branco cavalo · f5 branco cavalo · h5 branco peão · e4 branco peão · f4 branco bispo · g4 branco peão · d3 branco peão · f3 branco rainha · a2 branco peão · b2 preto rainha · c2 branco peão · a1 branco torre · f1 branco rei · g1 branco torre | 5 |
| 4 | a8 preto torre · b8 preto cavalo · c8 preto bispo · e8 preto rei · g8 preto cavalo · h8 preto torre · a7 preto peão · d7 preto peão · f7 preto peão · g7 preto peão · h7 preto peão · b5 preto peão · c5 preto bispo · d5 branco cavalo · f5 branco cavalo · h5 branco peão · e4 branco peão · f4 branco bispo · g4 branco peão · d3 branco peão · f3 branco rainha · a2 branco peão · b2 preto rainha · c2 branco peão · a1 branco torre · f1 branco rei · g1 branco torre | a8 preto torre · b8 preto cavalo · c8 preto bispo · e8 preto rei · g8 preto cavalo · h8 preto torre · a7 preto peão · d7 preto peão · f7 preto peão · g7 preto peão · h7 preto peão · b5 preto peão · c5 preto bispo · d5 branco cavalo · f5 branco cavalo · h5 branco peão · e4 branco peão · f4 branco bispo · g4 branco peão · d3 branco peão · f3 branco rainha · a2 branco peão · b2 preto rainha · c2 branco peão · a1 branco torre · f1 branco rei · g1 branco torre | a8 preto torre · b8 preto cavalo · c8 preto bispo · e8 preto rei · g8 preto cavalo · h8 preto torre · a7 preto peão · d7 preto peão · f7 preto peão · g7 preto peão · h7 preto peão · b5 preto peão · c5 preto bispo · d5 branco cavalo · f5 branco cavalo · h5 branco peão · e4 branco peão · f4 branco bispo · g4 branco peão · d3 branco peão · f3 branco rainha · a2 branco peão · b2 preto rainha · c2 branco peão · a1 branco torre · f1 branco rei · g1 branco torre | a8 preto torre · b8 preto cavalo · c8 preto bispo · e8 preto rei · g8 preto cavalo · h8 preto torre · a7 preto peão · d7 preto peão · f7 preto peão · g7 preto peão · h7 preto peão · b5 preto peão · c5 preto bispo · d5 branco cavalo · f5 branco cavalo · h5 branco peão · e4 branco peão · f4 branco bispo · g4 branco peão · d3 branco peão · f3 branco rainha · a2 branco peão · b2 preto rainha · c2 branco peão · a1 branco torre · f1 branco rei · g1 branco torre | a8 preto torre · b8 preto cavalo · c8 preto bispo · e8 preto rei · g8 preto cavalo · h8 preto torre · a7 preto peão · d7 preto peão · f7 preto peão · g7 preto peão · h7 preto peão · b5 preto peão · c5 preto bispo · d5 branco cavalo · f5 branco cavalo · h5 branco peão · e4 branco peão · f4 branco bispo · g4 branco peão · d3 branco peão · f3 branco rainha · a2 branco peão · b2 preto rainha · c2 branco peão · a1 branco torre · f1 branco rei · g1 branco torre | a8 preto torre · b8 preto cavalo · c8 preto bispo · e8 preto rei · g8 preto cavalo · h8 preto torre · a7 preto peão · d7 preto peão · f7 preto peão · g7 preto peão · h7 preto peão · b5 preto peão · c5 preto bispo · d5 branco cavalo · f5 branco cavalo · h5 branco peão · e4 branco peão · f4 branco bispo · g4 branco peão · d3 branco peão · f3 branco rainha · a2 branco peão · b2 preto rainha · c2 branco peão · a1 branco torre · f1 branco rei · g1 branco torre | a8 preto torre · b8 preto cavalo · c8 preto bispo · e8 preto rei · g8 preto cavalo · h8 preto torre · a7 preto peão · d7 preto peão · f7 preto peão · g7 preto peão · h7 preto peão · b5 preto peão · c5 preto bispo · d5 branco cavalo · f5 branco cavalo · h5 branco peão · e4 branco peão · f4 branco bispo · g4 branco peão · d3 branco peão · f3 branco rainha · a2 branco peão · b2 preto rainha · c2 branco peão · a1 branco torre · f1 branco rei · g1 branco torre | a8 preto torre · b8 preto cavalo · c8 preto bispo · e8 preto rei · g8 preto cavalo · h8 preto torre · a7 preto peão · d7 preto peão · f7 preto peão · g7 preto peão · h7 preto peão · b5 preto peão · c5 preto bispo · d5 branco cavalo · f5 branco cavalo · h5 branco peão · e4 branco peão · f4 branco bispo · g4 branco peão · d3 branco peão · f3 branco rainha · a2 branco peão · b2 preto rainha · c2 branco peão · a1 branco torre · f1 branco rei · g1 branco torre | 4 |
| 3 | a8 preto torre · b8 preto cavalo · c8 preto bispo · e8 preto rei · g8 preto cavalo · h8 preto torre · a7 preto peão · d7 preto peão · f7 preto peão · g7 preto peão · h7 preto peão · b5 preto peão · c5 preto bispo · d5 branco cavalo · f5 branco cavalo · h5 branco peão · e4 branco peão · f4 branco bispo · g4 branco peão · d3 branco peão · f3 branco rainha · a2 branco peão · b2 preto rainha · c2 branco peão · a1 branco torre · f1 branco rei · g1 branco torre | a8 preto torre · b8 preto cavalo · c8 preto bispo · e8 preto rei · g8 preto cavalo · h8 preto torre · a7 preto peão · d7 preto peão · f7 preto peão · g7 preto peão · h7 preto peão · b5 preto peão · c5 preto bispo · d5 branco cavalo · f5 branco cavalo · h5 branco peão · e4 branco peão · f4 branco bispo · g4 branco peão · d3 branco peão · f3 branco rainha · a2 branco peão · b2 preto rainha · c2 branco peão · a1 branco torre · f1 branco rei · g1 branco torre | a8 preto torre · b8 preto cavalo · c8 preto bispo · e8 preto rei · g8 preto cavalo · h8 preto torre · a7 preto peão · d7 preto peão · f7 preto peão · g7 preto peão · h7 preto peão · b5 preto peão · c5 preto bispo · d5 branco cavalo · f5 branco cavalo · h5 branco peão · e4 branco peão · f4 branco bispo · g4 branco peão · d3 branco peão · f3 branco rainha · a2 branco peão · b2 preto rainha · c2 branco peão · a1 branco torre · f1 branco rei · g1 branco torre | a8 preto torre · b8 preto cavalo · c8 preto bispo · e8 preto rei · g8 preto cavalo · h8 preto torre · a7 preto peão · d7 preto peão · f7 preto peão · g7 preto peão · h7 preto peão · b5 preto peão · c5 preto bispo · d5 branco cavalo · f5 branco cavalo · h5 branco peão · e4 branco peão · f4 branco bispo · g4 branco peão · d3 branco peão · f3 branco rainha · a2 branco peão · b2 preto rainha · c2 branco peão · a1 branco torre · f1 branco rei · g1 branco torre | a8 preto torre · b8 preto cavalo · c8 preto bispo · e8 preto rei · g8 preto cavalo · h8 preto torre · a7 preto peão · d7 preto peão · f7 preto peão · g7 preto peão · h7 preto peão · b5 preto peão · c5 preto bispo · d5 branco cavalo · f5 branco cavalo · h5 branco peão · e4 branco peão · f4 branco bispo · g4 branco peão · d3 branco peão · f3 branco rainha · a2 branco peão · b2 preto rainha · c2 branco peão · a1 branco torre · f1 branco rei · g1 branco torre | a8 preto torre · b8 preto cavalo · c8 preto bispo · e8 preto rei · g8 preto cavalo · h8 preto torre · a7 preto peão · d7 preto peão · f7 preto peão · g7 preto peão · h7 preto peão · b5 preto peão · c5 preto bispo · d5 branco cavalo · f5 branco cavalo · h5 branco peão · e4 branco peão · f4 branco bispo · g4 branco peão · d3 branco peão · f3 branco rainha · a2 branco peão · b2 preto rainha · c2 branco peão · a1 branco torre · f1 branco rei · g1 branco torre | a8 preto torre · b8 preto cavalo · c8 preto bispo · e8 preto rei · g8 preto cavalo · h8 preto torre · a7 preto peão · d7 preto peão · f7 preto peão · g7 preto peão · h7 preto peão · b5 preto peão · c5 preto bispo · d5 branco cavalo · f5 branco cavalo · h5 branco peão · e4 branco peão · f4 branco bispo · g4 branco peão · d3 branco peão · f3 branco rainha · a2 branco peão · b2 preto rainha · c2 branco peão · a1 branco torre · f1 branco rei · g1 branco torre | a8 preto torre · b8 preto cavalo · c8 preto bispo · e8 preto rei · g8 preto cavalo · h8 preto torre · a7 preto peão · d7 preto peão · f7 preto peão · g7 preto peão · h7 preto peão · b5 preto peão · c5 preto bispo · d5 branco cavalo · f5 branco cavalo · h5 branco peão · e4 branco peão · f4 branco bispo · g4 branco peão · d3 branco peão · f3 branco rainha · a2 branco peão · b2 preto rainha · c2 branco peão · a1 branco torre · f1 branco rei · g1 branco torre | 3 |
| 2 | a8 preto torre · b8 preto cavalo · c8 preto bispo · e8 preto rei · g8 preto cavalo · h8 preto torre · a7 preto peão · d7 preto peão · f7 preto peão · g7 preto peão · h7 preto peão · b5 preto peão · c5 preto bispo · d5 branco cavalo · f5 branco cavalo · h5 branco peão · e4 branco peão · f4 branco bispo · g4 branco peão · d3 branco peão · f3 branco rainha · a2 branco peão · b2 preto rainha · c2 branco peão · a1 branco torre · f1 branco rei · g1 branco torre | a8 preto torre · b8 preto cavalo · c8 preto bispo · e8 preto rei · g8 preto cavalo · h8 preto torre · a7 preto peão · d7 preto peão · f7 preto peão · g7 preto peão · h7 preto peão · b5 preto peão · c5 preto bispo · d5 branco cavalo · f5 branco cavalo · h5 branco peão · e4 branco peão · f4 branco bispo · g4 branco peão · d3 branco peão · f3 branco rainha · a2 branco peão · b2 preto rainha · c2 branco peão · a1 branco torre · f1 branco rei · g1 branco torre | a8 preto torre · b8 preto cavalo · c8 preto bispo · e8 preto rei · g8 preto cavalo · h8 preto torre · a7 preto peão · d7 preto peão · f7 preto peão · g7 preto peão · h7 preto peão · b5 preto peão · c5 preto bispo · d5 branco cavalo · f5 branco cavalo · h5 branco peão · e4 branco peão · f4 branco bispo · g4 branco peão · d3 branco peão · f3 branco rainha · a2 branco peão · b2 preto rainha · c2 branco peão · a1 branco torre · f1 branco rei · g1 branco torre | a8 preto torre · b8 preto cavalo · c8 preto bispo · e8 preto rei · g8 preto cavalo · h8 preto torre · a7 preto peão · d7 preto peão · f7 preto peão · g7 preto peão · h7 preto peão · b5 preto peão · c5 preto bispo · d5 branco cavalo · f5 branco cavalo · h5 branco peão · e4 branco peão · f4 branco bispo · g4 branco peão · d3 branco peão · f3 branco rainha · a2 branco peão · b2 preto rainha · c2 branco peão · a1 branco torre · f1 branco rei · g1 branco torre | a8 preto torre · b8 preto cavalo · c8 preto bispo · e8 preto rei · g8 preto cavalo · h8 preto torre · a7 preto peão · d7 preto peão · f7 preto peão · g7 preto peão · h7 preto peão · b5 preto peão · c5 preto bispo · d5 branco cavalo · f5 branco cavalo · h5 branco peão · e4 branco peão · f4 branco bispo · g4 branco peão · d3 branco peão · f3 branco rainha · a2 branco peão · b2 preto rainha · c2 branco peão · a1 branco torre · f1 branco rei · g1 branco torre | a8 preto torre · b8 preto cavalo · c8 preto bispo · e8 preto rei · g8 preto cavalo · h8 preto torre · a7 preto peão · d7 preto peão · f7 preto peão · g7 preto peão · h7 preto peão · b5 preto peão · c5 preto bispo · d5 branco cavalo · f5 branco cavalo · h5 branco peão · e4 branco peão · f4 branco bispo · g4 branco peão · d3 branco peão · f3 branco rainha · a2 branco peão · b2 preto rainha · c2 branco peão · a1 branco torre · f1 branco rei · g1 branco torre | a8 preto torre · b8 preto cavalo · c8 preto bispo · e8 preto rei · g8 preto cavalo · h8 preto torre · a7 preto peão · d7 preto peão · f7 preto peão · g7 preto peão · h7 preto peão · b5 preto peão · c5 preto bispo · d5 branco cavalo · f5 branco cavalo · h5 branco peão · e4 branco peão · f4 branco bispo · g4 branco peão · d3 branco peão · f3 branco rainha · a2 branco peão · b2 preto rainha · c2 branco peão · a1 branco torre · f1 branco rei · g1 branco torre | a8 preto torre · b8 preto cavalo · c8 preto bispo · e8 preto rei · g8 preto cavalo · h8 preto torre · a7 preto peão · d7 preto peão · f7 preto peão · g7 preto peão · h7 preto peão · b5 preto peão · c5 preto bispo · d5 branco cavalo · f5 branco cavalo · h5 branco peão · e4 branco peão · f4 branco bispo · g4 branco peão · d3 branco peão · f3 branco rainha · a2 branco peão · b2 preto rainha · c2 branco peão · a1 branco torre · f1 branco rei · g1 branco torre | 2 |
| 1 | a8 preto torre · b8 preto cavalo · c8 preto bispo · e8 preto rei · g8 preto cavalo · h8 preto torre · a7 preto peão · d7 preto peão · f7 preto peão · g7 preto peão · h7 preto peão · b5 preto peão · c5 preto bispo · d5 branco cavalo · f5 branco cavalo · h5 branco peão · e4 branco peão · f4 branco bispo · g4 branco peão · d3 branco peão · f3 branco rainha · a2 branco peão · b2 preto rainha · c2 branco peão · a1 branco torre · f1 branco rei · g1 branco torre | a8 preto torre · b8 preto cavalo · c8 preto bispo · e8 preto rei · g8 preto cavalo · h8 preto torre · a7 preto peão · d7 preto peão · f7 preto peão · g7 preto peão · h7 preto peão · b5 preto peão · c5 preto bispo · d5 branco cavalo · f5 branco cavalo · h5 branco peão · e4 branco peão · f4 branco bispo · g4 branco peão · d3 branco peão · f3 branco rainha · a2 branco peão · b2 preto rainha · c2 branco peão · a1 branco torre · f1 branco rei · g1 branco torre | a8 preto torre · b8 preto cavalo · c8 preto bispo · e8 preto rei · g8 preto cavalo · h8 preto torre · a7 preto peão · d7 preto peão · f7 preto peão · g7 preto peão · h7 preto peão · b5 preto peão · c5 preto bispo · d5 branco cavalo · f5 branco cavalo · h5 branco peão · e4 branco peão · f4 branco bispo · g4 branco peão · d3 branco peão · f3 branco rainha · a2 branco peão · b2 preto rainha · c2 branco peão · a1 branco torre · f1 branco rei · g1 branco torre | a8 preto torre · b8 preto cavalo · c8 preto bispo · e8 preto rei · g8 preto cavalo · h8 preto torre · a7 preto peão · d7 preto peão · f7 preto peão · g7 preto peão · h7 preto peão · b5 preto peão · c5 preto bispo · d5 branco cavalo · f5 branco cavalo · h5 branco peão · e4 branco peão · f4 branco bispo · g4 branco peão · d3 branco peão · f3 branco rainha · a2 branco peão · b2 preto rainha · c2 branco peão · a1 branco torre · f1 branco rei · g1 branco torre | a8 preto torre · b8 preto cavalo · c8 preto bispo · e8 preto rei · g8 preto cavalo · h8 preto torre · a7 preto peão · d7 preto peão · f7 preto peão · g7 preto peão · h7 preto peão · b5 preto peão · c5 preto bispo · d5 branco cavalo · f5 branco cavalo · h5 branco peão · e4 branco peão · f4 branco bispo · g4 branco peão · d3 branco peão · f3 branco rainha · a2 branco peão · b2 preto rainha · c2 branco peão · a1 branco torre · f1 branco rei · g1 branco torre | a8 preto torre · b8 preto cavalo · c8 preto bispo · e8 preto rei · g8 preto cavalo · h8 preto torre · a7 preto peão · d7 preto peão · f7 preto peão · g7 preto peão · h7 preto peão · b5 preto peão · c5 preto bispo · d5 branco cavalo · f5 branco cavalo · h5 branco peão · e4 branco peão · f4 branco bispo · g4 branco peão · d3 branco peão · f3 branco rainha · a2 branco peão · b2 preto rainha · c2 branco peão · a1 branco torre · f1 branco rei · g1 branco torre | a8 preto torre · b8 preto cavalo · c8 preto bispo · e8 preto rei · g8 preto cavalo · h8 preto torre · a7 preto peão · d7 preto peão · f7 preto peão · g7 preto peão · h7 preto peão · b5 preto peão · c5 preto bispo · d5 branco cavalo · f5 branco cavalo · h5 branco peão · e4 branco peão · f4 branco bispo · g4 branco peão · d3 branco peão · f3 branco rainha · a2 branco peão · b2 preto rainha · c2 branco peão · a1 branco torre · f1 branco rei · g1 branco torre | a8 preto torre · b8 preto cavalo · c8 preto bispo · e8 preto rei · g8 preto cavalo · h8 preto torre · a7 preto peão · d7 preto peão · f7 preto peão · g7 preto peão · h7 preto peão · b5 preto peão · c5 preto bispo · d5 branco cavalo · f5 branco cavalo · h5 branco peão · e4 branco peão · f4 branco bispo · g4 branco peão · d3 branco peão · f3 branco rainha · a2 branco peão · b2 preto rainha · c2 branco peão · a1 branco torre · f1 branco rei · g1 branco torre | 1 |
|   | a | b | c | d | e | f | g | h |   |

17. Cd5
As brancas respondem com um contra-ataque. Este movimento ameaça Cc7 que forma um garfo entre rei e torre. Ricardo Réti recomenda 17. ... d4 18. Cd5, que resulta numa vantagem mais sólida para as brancas.
17...Dxb2
As pretas ganham um peão e ameaçam pegar a torre na a1 com xeque.
18. Bd6!!
Com este movimento as brancas oferecem em sacrifício ambas as suas torres. Huebner diz que a partir desta posição, há muitos caminhos para a vitória e acredita que há pelo menos três movimentos melhores que 18. Bd6!!: 18. d4, 18. Be3, ou 18. Te1, que leva a posições muito vantajosas ou ainda a mate sem a necessidade de se entregar tanto material.  A versão comercial do programa de computador enxadrista Deep Junior recomenda 18. Cc7+, seguido de Te1. Garry Kasparov disse que o mundo do xadrez teria perdido muito se este jogo não tivesse seguido por linhas tão espetaculares quanto esta.
18... Bxg1?
A partir deste lance a derrota das pretas se torna inevitável. Wilhelm Steinitz sugeriu em 1879 que teria sido um melhor movimento 18... Dxa1+; sendo mais provável a continuação 19. Re2 Db2 20. Rd2 Bxg1.
The Mammoth Book of the World's Greatest Chess Games contém um erro neste ponto; inclusive os movimentos a partir do 18º preto ao 20º preto estão diferentes. Os movimento indicados no Mammoth são:  18... Dxa1+ 19. Re2 Bxg1 20. e5 Ca6 21. Cxg7+ Rd8 22. Df6+!! Cxf6 Be7# 1-0. De qualquer forma, este é  único lugar onde esta linha pode ser encontrada; outros documentos, inclusive o livro de Eade e o Chesslive Online Database, dão os movimentos indicados aqui. Portanto, presume-se que Mammoth esteja errado neste ponto. Note que ainda assim após o lance 20 a posição continua a mesma que a real.
19. e5!
Este lance sacrifica a outra torre. Mais importante porém é que este lance impede a rainha preta de proteger o peão preto da g7; na verdade, a rainha preta não será capaz de retornar tão facilmente e defender o rei preto de qualquer maneira. Isto também prepara um perigoso possível ataque: 20. Cxg7+ Rd8 21. Bc7#.
19...Dxa1+ 20. Re2
Neste ponto o ataque preto perde completamente sua força; as pretas têm uma rainha e um bispo na última fileira, mas não podem efetivamente lançar um ataque imediato contra as brancas enquanto as brancas têm um poderoso arranjo de peças prontas para atacar. Segundo Bill Wall, Kieseritzky desistiu neste ponto. Huebner nota que em um artigo de Friedrich Amelung no jornalBaltische Schachblaetter, 1893, continha a informação de que Kiesertizky provavelmnte jogou 20... Ca6, mas Anderssen então anunciou os movimentos de mate. De qualquer forma, suspeita-se que os últimos poucos movimentos nunca tenha sido jogados no tabuleiro do jogo original.
20...Ca6
Este movimento provavelmente foi feito para prevenir 21. Cc7, que forma um garfo entre o rei e a torre preta, também impedindo o bispo de ocupar a casa c7 como parte do ataque que resultaria em mate, mas as brancas ainda têm um outro ataque possível. O lance 20...Ba6 seria bem melhor para as pretas.
|   | a | b | c | d | e | f | g | h |   |
| 8 | a8 preto torre · c8 preto bispo · d8 preto rei · g8 preto cavalo · h8 preto torre · a7 preto peão · d7 preto peão · f7 preto peão · g7 branco cavalo · h7 preto peão · a6 preto cavalo · d6 branco bispo · f6 branco rainha · b5 preto peão · d5 branco cavalo · e5 branco peão · h5 branco peão · g4 branco peão · d3 branco peão · a2 branco peão · c2 branco peão · e2 branco rei · a1 preto rainha · g1 preto bispo | a8 preto torre · c8 preto bispo · d8 preto rei · g8 preto cavalo · h8 preto torre · a7 preto peão · d7 preto peão · f7 preto peão · g7 branco cavalo · h7 preto peão · a6 preto cavalo · d6 branco bispo · f6 branco rainha · b5 preto peão · d5 branco cavalo · e5 branco peão · h5 branco peão · g4 branco peão · d3 branco peão · a2 branco peão · c2 branco peão · e2 branco rei · a1 preto rainha · g1 preto bispo | a8 preto torre · c8 preto bispo · d8 preto rei · g8 preto cavalo · h8 preto torre · a7 preto peão · d7 preto peão · f7 preto peão · g7 branco cavalo · h7 preto peão · a6 preto cavalo · d6 branco bispo · f6 branco rainha · b5 preto peão · d5 branco cavalo · e5 branco peão · h5 branco peão · g4 branco peão · d3 branco peão · a2 branco peão · c2 branco peão · e2 branco rei · a1 preto rainha · g1 preto bispo | a8 preto torre · c8 preto bispo · d8 preto rei · g8 preto cavalo · h8 preto torre · a7 preto peão · d7 preto peão · f7 preto peão · g7 branco cavalo · h7 preto peão · a6 preto cavalo · d6 branco bispo · f6 branco rainha · b5 preto peão · d5 branco cavalo · e5 branco peão · h5 branco peão · g4 branco peão · d3 branco peão · a2 branco peão · c2 branco peão · e2 branco rei · a1 preto rainha · g1 preto bispo | a8 preto torre · c8 preto bispo · d8 preto rei · g8 preto cavalo · h8 preto torre · a7 preto peão · d7 preto peão · f7 preto peão · g7 branco cavalo · h7 preto peão · a6 preto cavalo · d6 branco bispo · f6 branco rainha · b5 preto peão · d5 branco cavalo · e5 branco peão · h5 branco peão · g4 branco peão · d3 branco peão · a2 branco peão · c2 branco peão · e2 branco rei · a1 preto rainha · g1 preto bispo | a8 preto torre · c8 preto bispo · d8 preto rei · g8 preto cavalo · h8 preto torre · a7 preto peão · d7 preto peão · f7 preto peão · g7 branco cavalo · h7 preto peão · a6 preto cavalo · d6 branco bispo · f6 branco rainha · b5 preto peão · d5 branco cavalo · e5 branco peão · h5 branco peão · g4 branco peão · d3 branco peão · a2 branco peão · c2 branco peão · e2 branco rei · a1 preto rainha · g1 preto bispo | a8 preto torre · c8 preto bispo · d8 preto rei · g8 preto cavalo · h8 preto torre · a7 preto peão · d7 preto peão · f7 preto peão · g7 branco cavalo · h7 preto peão · a6 preto cavalo · d6 branco bispo · f6 branco rainha · b5 preto peão · d5 branco cavalo · e5 branco peão · h5 branco peão · g4 branco peão · d3 branco peão · a2 branco peão · c2 branco peão · e2 branco rei · a1 preto rainha · g1 preto bispo | a8 preto torre · c8 preto bispo · d8 preto rei · g8 preto cavalo · h8 preto torre · a7 preto peão · d7 preto peão · f7 preto peão · g7 branco cavalo · h7 preto peão · a6 preto cavalo · d6 branco bispo · f6 branco rainha · b5 preto peão · d5 branco cavalo · e5 branco peão · h5 branco peão · g4 branco peão · d3 branco peão · a2 branco peão · c2 branco peão · e2 branco rei · a1 preto rainha · g1 preto bispo | 8 |
| 7 | a8 preto torre · c8 preto bispo · d8 preto rei · g8 preto cavalo · h8 preto torre · a7 preto peão · d7 preto peão · f7 preto peão · g7 branco cavalo · h7 preto peão · a6 preto cavalo · d6 branco bispo · f6 branco rainha · b5 preto peão · d5 branco cavalo · e5 branco peão · h5 branco peão · g4 branco peão · d3 branco peão · a2 branco peão · c2 branco peão · e2 branco rei · a1 preto rainha · g1 preto bispo | a8 preto torre · c8 preto bispo · d8 preto rei · g8 preto cavalo · h8 preto torre · a7 preto peão · d7 preto peão · f7 preto peão · g7 branco cavalo · h7 preto peão · a6 preto cavalo · d6 branco bispo · f6 branco rainha · b5 preto peão · d5 branco cavalo · e5 branco peão · h5 branco peão · g4 branco peão · d3 branco peão · a2 branco peão · c2 branco peão · e2 branco rei · a1 preto rainha · g1 preto bispo | a8 preto torre · c8 preto bispo · d8 preto rei · g8 preto cavalo · h8 preto torre · a7 preto peão · d7 preto peão · f7 preto peão · g7 branco cavalo · h7 preto peão · a6 preto cavalo · d6 branco bispo · f6 branco rainha · b5 preto peão · d5 branco cavalo · e5 branco peão · h5 branco peão · g4 branco peão · d3 branco peão · a2 branco peão · c2 branco peão · e2 branco rei · a1 preto rainha · g1 preto bispo | a8 preto torre · c8 preto bispo · d8 preto rei · g8 preto cavalo · h8 preto torre · a7 preto peão · d7 preto peão · f7 preto peão · g7 branco cavalo · h7 preto peão · a6 preto cavalo · d6 branco bispo · f6 branco rainha · b5 preto peão · d5 branco cavalo · e5 branco peão · h5 branco peão · g4 branco peão · d3 branco peão · a2 branco peão · c2 branco peão · e2 branco rei · a1 preto rainha · g1 preto bispo | a8 preto torre · c8 preto bispo · d8 preto rei · g8 preto cavalo · h8 preto torre · a7 preto peão · d7 preto peão · f7 preto peão · g7 branco cavalo · h7 preto peão · a6 preto cavalo · d6 branco bispo · f6 branco rainha · b5 preto peão · d5 branco cavalo · e5 branco peão · h5 branco peão · g4 branco peão · d3 branco peão · a2 branco peão · c2 branco peão · e2 branco rei · a1 preto rainha · g1 preto bispo | a8 preto torre · c8 preto bispo · d8 preto rei · g8 preto cavalo · h8 preto torre · a7 preto peão · d7 preto peão · f7 preto peão · g7 branco cavalo · h7 preto peão · a6 preto cavalo · d6 branco bispo · f6 branco rainha · b5 preto peão · d5 branco cavalo · e5 branco peão · h5 branco peão · g4 branco peão · d3 branco peão · a2 branco peão · c2 branco peão · e2 branco rei · a1 preto rainha · g1 preto bispo | a8 preto torre · c8 preto bispo · d8 preto rei · g8 preto cavalo · h8 preto torre · a7 preto peão · d7 preto peão · f7 preto peão · g7 branco cavalo · h7 preto peão · a6 preto cavalo · d6 branco bispo · f6 branco rainha · b5 preto peão · d5 branco cavalo · e5 branco peão · h5 branco peão · g4 branco peão · d3 branco peão · a2 branco peão · c2 branco peão · e2 branco rei · a1 preto rainha · g1 preto bispo | a8 preto torre · c8 preto bispo · d8 preto rei · g8 preto cavalo · h8 preto torre · a7 preto peão · d7 preto peão · f7 preto peão · g7 branco cavalo · h7 preto peão · a6 preto cavalo · d6 branco bispo · f6 branco rainha · b5 preto peão · d5 branco cavalo · e5 branco peão · h5 branco peão · g4 branco peão · d3 branco peão · a2 branco peão · c2 branco peão · e2 branco rei · a1 preto rainha · g1 preto bispo | 7 |
| 6 | a8 preto torre · c8 preto bispo · d8 preto rei · g8 preto cavalo · h8 preto torre · a7 preto peão · d7 preto peão · f7 preto peão · g7 branco cavalo · h7 preto peão · a6 preto cavalo · d6 branco bispo · f6 branco rainha · b5 preto peão · d5 branco cavalo · e5 branco peão · h5 branco peão · g4 branco peão · d3 branco peão · a2 branco peão · c2 branco peão · e2 branco rei · a1 preto rainha · g1 preto bispo | a8 preto torre · c8 preto bispo · d8 preto rei · g8 preto cavalo · h8 preto torre · a7 preto peão · d7 preto peão · f7 preto peão · g7 branco cavalo · h7 preto peão · a6 preto cavalo · d6 branco bispo · f6 branco rainha · b5 preto peão · d5 branco cavalo · e5 branco peão · h5 branco peão · g4 branco peão · d3 branco peão · a2 branco peão · c2 branco peão · e2 branco rei · a1 preto rainha · g1 preto bispo | a8 preto torre · c8 preto bispo · d8 preto rei · g8 preto cavalo · h8 preto torre · a7 preto peão · d7 preto peão · f7 preto peão · g7 branco cavalo · h7 preto peão · a6 preto cavalo · d6 branco bispo · f6 branco rainha · b5 preto peão · d5 branco cavalo · e5 branco peão · h5 branco peão · g4 branco peão · d3 branco peão · a2 branco peão · c2 branco peão · e2 branco rei · a1 preto rainha · g1 preto bispo | a8 preto torre · c8 preto bispo · d8 preto rei · g8 preto cavalo · h8 preto torre · a7 preto peão · d7 preto peão · f7 preto peão · g7 branco cavalo · h7 preto peão · a6 preto cavalo · d6 branco bispo · f6 branco rainha · b5 preto peão · d5 branco cavalo · e5 branco peão · h5 branco peão · g4 branco peão · d3 branco peão · a2 branco peão · c2 branco peão · e2 branco rei · a1 preto rainha · g1 preto bispo | a8 preto torre · c8 preto bispo · d8 preto rei · g8 preto cavalo · h8 preto torre · a7 preto peão · d7 preto peão · f7 preto peão · g7 branco cavalo · h7 preto peão · a6 preto cavalo · d6 branco bispo · f6 branco rainha · b5 preto peão · d5 branco cavalo · e5 branco peão · h5 branco peão · g4 branco peão · d3 branco peão · a2 branco peão · c2 branco peão · e2 branco rei · a1 preto rainha · g1 preto bispo | a8 preto torre · c8 preto bispo · d8 preto rei · g8 preto cavalo · h8 preto torre · a7 preto peão · d7 preto peão · f7 preto peão · g7 branco cavalo · h7 preto peão · a6 preto cavalo · d6 branco bispo · f6 branco rainha · b5 preto peão · d5 branco cavalo · e5 branco peão · h5 branco peão · g4 branco peão · d3 branco peão · a2 branco peão · c2 branco peão · e2 branco rei · a1 preto rainha · g1 preto bispo | a8 preto torre · c8 preto bispo · d8 preto rei · g8 preto cavalo · h8 preto torre · a7 preto peão · d7 preto peão · f7 preto peão · g7 branco cavalo · h7 preto peão · a6 preto cavalo · d6 branco bispo · f6 branco rainha · b5 preto peão · d5 branco cavalo · e5 branco peão · h5 branco peão · g4 branco peão · d3 branco peão · a2 branco peão · c2 branco peão · e2 branco rei · a1 preto rainha · g1 preto bispo | a8 preto torre · c8 preto bispo · d8 preto rei · g8 preto cavalo · h8 preto torre · a7 preto peão · d7 preto peão · f7 preto peão · g7 branco cavalo · h7 preto peão · a6 preto cavalo · d6 branco bispo · f6 branco rainha · b5 preto peão · d5 branco cavalo · e5 branco peão · h5 branco peão · g4 branco peão · d3 branco peão · a2 branco peão · c2 branco peão · e2 branco rei · a1 preto rainha · g1 preto bispo | 6 |
| 5 | a8 preto torre · c8 preto bispo · d8 preto rei · g8 preto cavalo · h8 preto torre · a7 preto peão · d7 preto peão · f7 preto peão · g7 branco cavalo · h7 preto peão · a6 preto cavalo · d6 branco bispo · f6 branco rainha · b5 preto peão · d5 branco cavalo · e5 branco peão · h5 branco peão · g4 branco peão · d3 branco peão · a2 branco peão · c2 branco peão · e2 branco rei · a1 preto rainha · g1 preto bispo | a8 preto torre · c8 preto bispo · d8 preto rei · g8 preto cavalo · h8 preto torre · a7 preto peão · d7 preto peão · f7 preto peão · g7 branco cavalo · h7 preto peão · a6 preto cavalo · d6 branco bispo · f6 branco rainha · b5 preto peão · d5 branco cavalo · e5 branco peão · h5 branco peão · g4 branco peão · d3 branco peão · a2 branco peão · c2 branco peão · e2 branco rei · a1 preto rainha · g1 preto bispo | a8 preto torre · c8 preto bispo · d8 preto rei · g8 preto cavalo · h8 preto torre · a7 preto peão · d7 preto peão · f7 preto peão · g7 branco cavalo · h7 preto peão · a6 preto cavalo · d6 branco bispo · f6 branco rainha · b5 preto peão · d5 branco cavalo · e5 branco peão · h5 branco peão · g4 branco peão · d3 branco peão · a2 branco peão · c2 branco peão · e2 branco rei · a1 preto rainha · g1 preto bispo | a8 preto torre · c8 preto bispo · d8 preto rei · g8 preto cavalo · h8 preto torre · a7 preto peão · d7 preto peão · f7 preto peão · g7 branco cavalo · h7 preto peão · a6 preto cavalo · d6 branco bispo · f6 branco rainha · b5 preto peão · d5 branco cavalo · e5 branco peão · h5 branco peão · g4 branco peão · d3 branco peão · a2 branco peão · c2 branco peão · e2 branco rei · a1 preto rainha · g1 preto bispo | a8 preto torre · c8 preto bispo · d8 preto rei · g8 preto cavalo · h8 preto torre · a7 preto peão · d7 preto peão · f7 preto peão · g7 branco cavalo · h7 preto peão · a6 preto cavalo · d6 branco bispo · f6 branco rainha · b5 preto peão · d5 branco cavalo · e5 branco peão · h5 branco peão · g4 branco peão · d3 branco peão · a2 branco peão · c2 branco peão · e2 branco rei · a1 preto rainha · g1 preto bispo | a8 preto torre · c8 preto bispo · d8 preto rei · g8 preto cavalo · h8 preto torre · a7 preto peão · d7 preto peão · f7 preto peão · g7 branco cavalo · h7 preto peão · a6 preto cavalo · d6 branco bispo · f6 branco rainha · b5 preto peão · d5 branco cavalo · e5 branco peão · h5 branco peão · g4 branco peão · d3 branco peão · a2 branco peão · c2 branco peão · e2 branco rei · a1 preto rainha · g1 preto bispo | a8 preto torre · c8 preto bispo · d8 preto rei · g8 preto cavalo · h8 preto torre · a7 preto peão · d7 preto peão · f7 preto peão · g7 branco cavalo · h7 preto peão · a6 preto cavalo · d6 branco bispo · f6 branco rainha · b5 preto peão · d5 branco cavalo · e5 branco peão · h5 branco peão · g4 branco peão · d3 branco peão · a2 branco peão · c2 branco peão · e2 branco rei · a1 preto rainha · g1 preto bispo | a8 preto torre · c8 preto bispo · d8 preto rei · g8 preto cavalo · h8 preto torre · a7 preto peão · d7 preto peão · f7 preto peão · g7 branco cavalo · h7 preto peão · a6 preto cavalo · d6 branco bispo · f6 branco rainha · b5 preto peão · d5 branco cavalo · e5 branco peão · h5 branco peão · g4 branco peão · d3 branco peão · a2 branco peão · c2 branco peão · e2 branco rei · a1 preto rainha · g1 preto bispo | 5 |
| 4 | a8 preto torre · c8 preto bispo · d8 preto rei · g8 preto cavalo · h8 preto torre · a7 preto peão · d7 preto peão · f7 preto peão · g7 branco cavalo · h7 preto peão · a6 preto cavalo · d6 branco bispo · f6 branco rainha · b5 preto peão · d5 branco cavalo · e5 branco peão · h5 branco peão · g4 branco peão · d3 branco peão · a2 branco peão · c2 branco peão · e2 branco rei · a1 preto rainha · g1 preto bispo | a8 preto torre · c8 preto bispo · d8 preto rei · g8 preto cavalo · h8 preto torre · a7 preto peão · d7 preto peão · f7 preto peão · g7 branco cavalo · h7 preto peão · a6 preto cavalo · d6 branco bispo · f6 branco rainha · b5 preto peão · d5 branco cavalo · e5 branco peão · h5 branco peão · g4 branco peão · d3 branco peão · a2 branco peão · c2 branco peão · e2 branco rei · a1 preto rainha · g1 preto bispo | a8 preto torre · c8 preto bispo · d8 preto rei · g8 preto cavalo · h8 preto torre · a7 preto peão · d7 preto peão · f7 preto peão · g7 branco cavalo · h7 preto peão · a6 preto cavalo · d6 branco bispo · f6 branco rainha · b5 preto peão · d5 branco cavalo · e5 branco peão · h5 branco peão · g4 branco peão · d3 branco peão · a2 branco peão · c2 branco peão · e2 branco rei · a1 preto rainha · g1 preto bispo | a8 preto torre · c8 preto bispo · d8 preto rei · g8 preto cavalo · h8 preto torre · a7 preto peão · d7 preto peão · f7 preto peão · g7 branco cavalo · h7 preto peão · a6 preto cavalo · d6 branco bispo · f6 branco rainha · b5 preto peão · d5 branco cavalo · e5 branco peão · h5 branco peão · g4 branco peão · d3 branco peão · a2 branco peão · c2 branco peão · e2 branco rei · a1 preto rainha · g1 preto bispo | a8 preto torre · c8 preto bispo · d8 preto rei · g8 preto cavalo · h8 preto torre · a7 preto peão · d7 preto peão · f7 preto peão · g7 branco cavalo · h7 preto peão · a6 preto cavalo · d6 branco bispo · f6 branco rainha · b5 preto peão · d5 branco cavalo · e5 branco peão · h5 branco peão · g4 branco peão · d3 branco peão · a2 branco peão · c2 branco peão · e2 branco rei · a1 preto rainha · g1 preto bispo | a8 preto torre · c8 preto bispo · d8 preto rei · g8 preto cavalo · h8 preto torre · a7 preto peão · d7 preto peão · f7 preto peão · g7 branco cavalo · h7 preto peão · a6 preto cavalo · d6 branco bispo · f6 branco rainha · b5 preto peão · d5 branco cavalo · e5 branco peão · h5 branco peão · g4 branco peão · d3 branco peão · a2 branco peão · c2 branco peão · e2 branco rei · a1 preto rainha · g1 preto bispo | a8 preto torre · c8 preto bispo · d8 preto rei · g8 preto cavalo · h8 preto torre · a7 preto peão · d7 preto peão · f7 preto peão · g7 branco cavalo · h7 preto peão · a6 preto cavalo · d6 branco bispo · f6 branco rainha · b5 preto peão · d5 branco cavalo · e5 branco peão · h5 branco peão · g4 branco peão · d3 branco peão · a2 branco peão · c2 branco peão · e2 branco rei · a1 preto rainha · g1 preto bispo | a8 preto torre · c8 preto bispo · d8 preto rei · g8 preto cavalo · h8 preto torre · a7 preto peão · d7 preto peão · f7 preto peão · g7 branco cavalo · h7 preto peão · a6 preto cavalo · d6 branco bispo · f6 branco rainha · b5 preto peão · d5 branco cavalo · e5 branco peão · h5 branco peão · g4 branco peão · d3 branco peão · a2 branco peão · c2 branco peão · e2 branco rei · a1 preto rainha · g1 preto bispo | 4 |
| 3 | a8 preto torre · c8 preto bispo · d8 preto rei · g8 preto cavalo · h8 preto torre · a7 preto peão · d7 preto peão · f7 preto peão · g7 branco cavalo · h7 preto peão · a6 preto cavalo · d6 branco bispo · f6 branco rainha · b5 preto peão · d5 branco cavalo · e5 branco peão · h5 branco peão · g4 branco peão · d3 branco peão · a2 branco peão · c2 branco peão · e2 branco rei · a1 preto rainha · g1 preto bispo | a8 preto torre · c8 preto bispo · d8 preto rei · g8 preto cavalo · h8 preto torre · a7 preto peão · d7 preto peão · f7 preto peão · g7 branco cavalo · h7 preto peão · a6 preto cavalo · d6 branco bispo · f6 branco rainha · b5 preto peão · d5 branco cavalo · e5 branco peão · h5 branco peão · g4 branco peão · d3 branco peão · a2 branco peão · c2 branco peão · e2 branco rei · a1 preto rainha · g1 preto bispo | a8 preto torre · c8 preto bispo · d8 preto rei · g8 preto cavalo · h8 preto torre · a7 preto peão · d7 preto peão · f7 preto peão · g7 branco cavalo · h7 preto peão · a6 preto cavalo · d6 branco bispo · f6 branco rainha · b5 preto peão · d5 branco cavalo · e5 branco peão · h5 branco peão · g4 branco peão · d3 branco peão · a2 branco peão · c2 branco peão · e2 branco rei · a1 preto rainha · g1 preto bispo | a8 preto torre · c8 preto bispo · d8 preto rei · g8 preto cavalo · h8 preto torre · a7 preto peão · d7 preto peão · f7 preto peão · g7 branco cavalo · h7 preto peão · a6 preto cavalo · d6 branco bispo · f6 branco rainha · b5 preto peão · d5 branco cavalo · e5 branco peão · h5 branco peão · g4 branco peão · d3 branco peão · a2 branco peão · c2 branco peão · e2 branco rei · a1 preto rainha · g1 preto bispo | a8 preto torre · c8 preto bispo · d8 preto rei · g8 preto cavalo · h8 preto torre · a7 preto peão · d7 preto peão · f7 preto peão · g7 branco cavalo · h7 preto peão · a6 preto cavalo · d6 branco bispo · f6 branco rainha · b5 preto peão · d5 branco cavalo · e5 branco peão · h5 branco peão · g4 branco peão · d3 branco peão · a2 branco peão · c2 branco peão · e2 branco rei · a1 preto rainha · g1 preto bispo | a8 preto torre · c8 preto bispo · d8 preto rei · g8 preto cavalo · h8 preto torre · a7 preto peão · d7 preto peão · f7 preto peão · g7 branco cavalo · h7 preto peão · a6 preto cavalo · d6 branco bispo · f6 branco rainha · b5 preto peão · d5 branco cavalo · e5 branco peão · h5 branco peão · g4 branco peão · d3 branco peão · a2 branco peão · c2 branco peão · e2 branco rei · a1 preto rainha · g1 preto bispo | a8 preto torre · c8 preto bispo · d8 preto rei · g8 preto cavalo · h8 preto torre · a7 preto peão · d7 preto peão · f7 preto peão · g7 branco cavalo · h7 preto peão · a6 preto cavalo · d6 branco bispo · f6 branco rainha · b5 preto peão · d5 branco cavalo · e5 branco peão · h5 branco peão · g4 branco peão · d3 branco peão · a2 branco peão · c2 branco peão · e2 branco rei · a1 preto rainha · g1 preto bispo | a8 preto torre · c8 preto bispo · d8 preto rei · g8 preto cavalo · h8 preto torre · a7 preto peão · d7 preto peão · f7 preto peão · g7 branco cavalo · h7 preto peão · a6 preto cavalo · d6 branco bispo · f6 branco rainha · b5 preto peão · d5 branco cavalo · e5 branco peão · h5 branco peão · g4 branco peão · d3 branco peão · a2 branco peão · c2 branco peão · e2 branco rei · a1 preto rainha · g1 preto bispo | 3 |
| 2 | a8 preto torre · c8 preto bispo · d8 preto rei · g8 preto cavalo · h8 preto torre · a7 preto peão · d7 preto peão · f7 preto peão · g7 branco cavalo · h7 preto peão · a6 preto cavalo · d6 branco bispo · f6 branco rainha · b5 preto peão · d5 branco cavalo · e5 branco peão · h5 branco peão · g4 branco peão · d3 branco peão · a2 branco peão · c2 branco peão · e2 branco rei · a1 preto rainha · g1 preto bispo | a8 preto torre · c8 preto bispo · d8 preto rei · g8 preto cavalo · h8 preto torre · a7 preto peão · d7 preto peão · f7 preto peão · g7 branco cavalo · h7 preto peão · a6 preto cavalo · d6 branco bispo · f6 branco rainha · b5 preto peão · d5 branco cavalo · e5 branco peão · h5 branco peão · g4 branco peão · d3 branco peão · a2 branco peão · c2 branco peão · e2 branco rei · a1 preto rainha · g1 preto bispo | a8 preto torre · c8 preto bispo · d8 preto rei · g8 preto cavalo · h8 preto torre · a7 preto peão · d7 preto peão · f7 preto peão · g7 branco cavalo · h7 preto peão · a6 preto cavalo · d6 branco bispo · f6 branco rainha · b5 preto peão · d5 branco cavalo · e5 branco peão · h5 branco peão · g4 branco peão · d3 branco peão · a2 branco peão · c2 branco peão · e2 branco rei · a1 preto rainha · g1 preto bispo | a8 preto torre · c8 preto bispo · d8 preto rei · g8 preto cavalo · h8 preto torre · a7 preto peão · d7 preto peão · f7 preto peão · g7 branco cavalo · h7 preto peão · a6 preto cavalo · d6 branco bispo · f6 branco rainha · b5 preto peão · d5 branco cavalo · e5 branco peão · h5 branco peão · g4 branco peão · d3 branco peão · a2 branco peão · c2 branco peão · e2 branco rei · a1 preto rainha · g1 preto bispo | a8 preto torre · c8 preto bispo · d8 preto rei · g8 preto cavalo · h8 preto torre · a7 preto peão · d7 preto peão · f7 preto peão · g7 branco cavalo · h7 preto peão · a6 preto cavalo · d6 branco bispo · f6 branco rainha · b5 preto peão · d5 branco cavalo · e5 branco peão · h5 branco peão · g4 branco peão · d3 branco peão · a2 branco peão · c2 branco peão · e2 branco rei · a1 preto rainha · g1 preto bispo | a8 preto torre · c8 preto bispo · d8 preto rei · g8 preto cavalo · h8 preto torre · a7 preto peão · d7 preto peão · f7 preto peão · g7 branco cavalo · h7 preto peão · a6 preto cavalo · d6 branco bispo · f6 branco rainha · b5 preto peão · d5 branco cavalo · e5 branco peão · h5 branco peão · g4 branco peão · d3 branco peão · a2 branco peão · c2 branco peão · e2 branco rei · a1 preto rainha · g1 preto bispo | a8 preto torre · c8 preto bispo · d8 preto rei · g8 preto cavalo · h8 preto torre · a7 preto peão · d7 preto peão · f7 preto peão · g7 branco cavalo · h7 preto peão · a6 preto cavalo · d6 branco bispo · f6 branco rainha · b5 preto peão · d5 branco cavalo · e5 branco peão · h5 branco peão · g4 branco peão · d3 branco peão · a2 branco peão · c2 branco peão · e2 branco rei · a1 preto rainha · g1 preto bispo | a8 preto torre · c8 preto bispo · d8 preto rei · g8 preto cavalo · h8 preto torre · a7 preto peão · d7 preto peão · f7 preto peão · g7 branco cavalo · h7 preto peão · a6 preto cavalo · d6 branco bispo · f6 branco rainha · b5 preto peão · d5 branco cavalo · e5 branco peão · h5 branco peão · g4 branco peão · d3 branco peão · a2 branco peão · c2 branco peão · e2 branco rei · a1 preto rainha · g1 preto bispo | 2 |
| 1 | a8 preto torre · c8 preto bispo · d8 preto rei · g8 preto cavalo · h8 preto torre · a7 preto peão · d7 preto peão · f7 preto peão · g7 branco cavalo · h7 preto peão · a6 preto cavalo · d6 branco bispo · f6 branco rainha · b5 preto peão · d5 branco cavalo · e5 branco peão · h5 branco peão · g4 branco peão · d3 branco peão · a2 branco peão · c2 branco peão · e2 branco rei · a1 preto rainha · g1 preto bispo | a8 preto torre · c8 preto bispo · d8 preto rei · g8 preto cavalo · h8 preto torre · a7 preto peão · d7 preto peão · f7 preto peão · g7 branco cavalo · h7 preto peão · a6 preto cavalo · d6 branco bispo · f6 branco rainha · b5 preto peão · d5 branco cavalo · e5 branco peão · h5 branco peão · g4 branco peão · d3 branco peão · a2 branco peão · c2 branco peão · e2 branco rei · a1 preto rainha · g1 preto bispo | a8 preto torre · c8 preto bispo · d8 preto rei · g8 preto cavalo · h8 preto torre · a7 preto peão · d7 preto peão · f7 preto peão · g7 branco cavalo · h7 preto peão · a6 preto cavalo · d6 branco bispo · f6 branco rainha · b5 preto peão · d5 branco cavalo · e5 branco peão · h5 branco peão · g4 branco peão · d3 branco peão · a2 branco peão · c2 branco peão · e2 branco rei · a1 preto rainha · g1 preto bispo | a8 preto torre · c8 preto bispo · d8 preto rei · g8 preto cavalo · h8 preto torre · a7 preto peão · d7 preto peão · f7 preto peão · g7 branco cavalo · h7 preto peão · a6 preto cavalo · d6 branco bispo · f6 branco rainha · b5 preto peão · d5 branco cavalo · e5 branco peão · h5 branco peão · g4 branco peão · d3 branco peão · a2 branco peão · c2 branco peão · e2 branco rei · a1 preto rainha · g1 preto bispo | a8 preto torre · c8 preto bispo · d8 preto rei · g8 preto cavalo · h8 preto torre · a7 preto peão · d7 preto peão · f7 preto peão · g7 branco cavalo · h7 preto peão · a6 preto cavalo · d6 branco bispo · f6 branco rainha · b5 preto peão · d5 branco cavalo · e5 branco peão · h5 branco peão · g4 branco peão · d3 branco peão · a2 branco peão · c2 branco peão · e2 branco rei · a1 preto rainha · g1 preto bispo | a8 preto torre · c8 preto bispo · d8 preto rei · g8 preto cavalo · h8 preto torre · a7 preto peão · d7 preto peão · f7 preto peão · g7 branco cavalo · h7 preto peão · a6 preto cavalo · d6 branco bispo · f6 branco rainha · b5 preto peão · d5 branco cavalo · e5 branco peão · h5 branco peão · g4 branco peão · d3 branco peão · a2 branco peão · c2 branco peão · e2 branco rei · a1 preto rainha · g1 preto bispo | a8 preto torre · c8 preto bispo · d8 preto rei · g8 preto cavalo · h8 preto torre · a7 preto peão · d7 preto peão · f7 preto peão · g7 branco cavalo · h7 preto peão · a6 preto cavalo · d6 branco bispo · f6 branco rainha · b5 preto peão · d5 branco cavalo · e5 branco peão · h5 branco peão · g4 branco peão · d3 branco peão · a2 branco peão · c2 branco peão · e2 branco rei · a1 preto rainha · g1 preto bispo | a8 preto torre · c8 preto bispo · d8 preto rei · g8 preto cavalo · h8 preto torre · a7 preto peão · d7 preto peão · f7 preto peão · g7 branco cavalo · h7 preto peão · a6 preto cavalo · d6 branco bispo · f6 branco rainha · b5 preto peão · d5 branco cavalo · e5 branco peão · h5 branco peão · g4 branco peão · d3 branco peão · a2 branco peão · c2 branco peão · e2 branco rei · a1 preto rainha · g1 preto bispo | 1 |
|   | a | b | c | d | e | f | g | h |   |

21. Cxg7+ Rd8 22. Df6+
Um sacrifício de dama para coroar os antecedentes sacrifícios de bispo e duas torres, e as pretas não podem evitar tomar a rainha.
22...Cxf6 23. Be7#  1-0
No fim, as pretas estão com muito mais material: uma rainha e duas torres além de manter o par de bispos, enquanto têm apenas um peão a menos. Mas o material não ajudou as pretas. As brancas foram capazes de usar suas peças remanescentes, dois cavalos e um bispo, para forçar mate.
Savielly Tartakower descreveu a partida como "um bonito jogo".